# Segunda División de España 2018-19
La Segunda División de España 2018-19 (LaLiga 1|2|3 por patrocinio) fue la 88.ª edición de la competición. El torneo lo organiza la Liga de Fútbol Profesional. Esta temporada destaca por estar repleta de clubes históricos de Primera División, hasta un total de 17 equipos.
En esta temporada llegan como debutantes el Rayo Majadahonda y el Extremadura UD.
Mediada la temporada, se notificó que el CF Reus quedaba expulsado de la competición por la Liga de Fútbol Profesional.
El Club Atlético Osasuna certificó matemáticamente su ascenso a Primera División el 19 de mayo empatando sin goles ante el Cádiz C. F. en el Estadio Ramón de Carranza. También a domicilio, el 31 de mayo el club navarro se coronó campeón de Liga de Segunda División por cuarta vez en su historia tras vencer por 2–3 al Córdoba C.F. en el Estadio Nuevo Arcángel.

## Sistema de competición
La Segunda División de España 2018-19 está organizada por la Liga Nacional de Fútbol Profesional (LFP).
Como en temporadas precedentes, consta de un grupo único integrado por 22 clubes de toda la geografía española. Siguiendo un sistema de liga, los 22 equipos se enfrentan todos contra todos en dos ocasiones —una en campo propio y otra en campo contrario— sumando un total de 42 jornadas. El orden de los encuentros se decide por sorteo antes de empezar la competición.
La clasificación final se establece con arreglo a los puntos obtenidos en cada enfrentamiento, a razón de tres por partido ganado, uno por empatado y ninguno en caso de derrota. Si al finalizar el campeonato dos equipos igualasen a puntos, los mecanismos para desempatar la clasificación son los siguientes:
1. El que tenga una mayor diferencia entre goles a favor y en contra en los enfrentamientos entre ambos.
2. Si persiste el empate, se tendrá en cuenta la diferencia de goles a favor y en contra en todos los encuentros del campeonato.

Si el empate a puntos se produce entre tres o más clubes, los sucesivos mecanismos de desempate son los siguientes:
1. La mejor puntuación de la que a cada uno corresponda a tenor de los resultados de los partidos jugados entre sí por los clubes implicados.
2. La mayor diferencia de goles a favor y en contra, considerando únicamente los partidos jugados entre sí por los clubes implicados.
3. La mayor diferencia de goles a favor y en contra teniendo en cuenta todos los encuentros del campeonato.
4. El mayor número de goles a favor teniendo en cuenta todos los encuentros del campeonato.
5. El club mejor clasificado con arreglo a los baremos de fair play.

### Efectos de la clasificación
El equipo que más puntos sume al final del campeonato será proclamado campeón de la Liga de Segunda División y obtendrá automáticamente el ascenso a Primera División para la próxima temporada, junto con el subcampeón. Los cuatro siguientes clasificados —puestos del 3.º al 6.º, excluyendo los equipos filiales que ocupen dichas posiciones en la tabla— disputarán un play-off por eliminación directa a doble partido —ida y vuelta— cuyo vencedor final obtendrá también la promoción de categoría. Las plazas en Segunda División de los tres equipos ascendidos serán cubiertas la próxima temporada por los tres últimos clasificados, esta temporada, en Primera.
Por su parte, los cuatro últimos clasificados de Segunda División —puestos del 19.º al 22.º— serán descendidos a Segunda División B. De esta, ascenderán los cuatro ganadores de la promoción.

## Ascensos y descensos del año anterior
Un total de 22 equipos disputan la liga, incluyendo quince equipos de la Segunda División de España 2017-18, cuatro ascendidos de la Segunda División B de España 2017-18 y tres descendidos de la Primera División de España 2017-18.
| Pos. | Ascendidos a 1.ª División |
| ---- | ------------------------- |
| 1.º  | Rayo Vallecano            |
| 2.º  | S. D. Huesca              |
| 5.º  | Real Valladolid C.F.      |

| Pos. | Descendidos de 1.ª División |
| ---- | --------------------------- |
| 18.º | R.C. Deportivo de La Coruña |
| 19.º | U.D. Las Palmas             |
| 20.º | Málaga C.F.                 |

| Pos. | Descendidos a 2.ª División B  |
| ---- | ----------------------------- |
| 19.º | Cultural Leonesa              |
| 20.º | F.C. Barcelona "B"            |
| 21.º | Lorca F.C. (Tercera División) |
| 22.º | Sevilla Atlético              |

| Pos.      | Ascendidos de 2.ª División B       |
| --------- | ---------------------------------- |
| 1.º (III) | R.C.D. Mallorca (Campeón)          |
| 1.º (I)   | C.F. Rayo Majadahonda (Subcampeón) |
| 3.º (III) | Elche C.F.                         |
| 4.º (IV)  | Extremadura U.D.                   |

## Equipos

### Datos de los equipos
| Equipo                 | Ciudad                     | Entrenador             | Capitán          | Estadio                         | Aforo  | Marca   | Patrocinador principal                 | Otros patrocinadores                                       | Límite salarial (millones €) |
| ---------------------- | -------------------------- | ---------------------- | ---------------- | ------------------------------- | ------ | ------- | -------------------------------------- | ---------------------------------------------------------- | ---------------------------- |
| Albacete               | Albacete                   | Luis Miguel Ramis      | Álvaro Arroyo    | Carlos Belmonte                 | 18.000 | Hummel  | Soliss                                 |                                                            | 7,185                        |
| Alcorcón               | Alcorcón (Madrid)          | Cristóbal Parralo      | Daniel Toribio   | Santo Domingo                   | 5.100  | Kelme   | Wanabet                                | Tres Aguas                                                 | 5,159                        |
| Almería                | Almería                    | Fran Fernández         | Ángel Trujillo   | Juegos Mediterráneos            | 15.200 | Nike    | Urcisol.com                            | Costa de Almería                                           | 6,517                        |
| Cádiz                  | Cádiz                      | Álvaro Cervera         | Servando Sánchez | Ramón de Carranza               | 25.033 | Adidas  | Torrot                                 | Puerto y Bahía                                             | 7,903                        |
| Córdoba                | Córdoba                    | Rafa Navarro           | Alejandro Alfaro | Nuevo Arcángel                  | 21.822 | Kappa   | Tango Fruit                            | Forte                                                      | 3,931                        |
| Deportivo de La Coruña | La Coruña                  | José Luis Martí        | Álex Bergantiños | Abanca-Riazor                   | 32.660 | Macron  | Estrella Galicia 0,0                   | Abanca, Luckia                                             | 18,513                       |
| Elche                  | Elche (Alicante)           | Pacheta                | Nino             | Martínez Valero                 | 33.732 | Kelme   | TM Grupo Inmobiliario                  |                                                            | 4,680                        |
| Extremadura            | Almendralejo (Badajoz)     | Manuel Mosquera        | Willy            | Francisco de la Hera            | 11.580 | Kappa   | Destilerías Espronceda                 | Hyundai, Maven e Hijos                                     | 7,484                        |
| Gimnàstic de Tarragona | Tarragona                  | Enrique Martín         | Manu Barreiro    | Nou Estadi                      | 14.591 | Hummel  | Sorigué                                | Catalunya Caixa                                            | 6,063                        |
| Granada                | Granada                    | Diego Martínez         | Fran Rico        | Nuevo Los Cármenes              | 22.524 | Erreà   | Energy King                            |                                                            | 10,543                       |
| Las Palmas             | Las Palmas de Gran Canaria | Pepe Mel               | David García     | Gran Canaria                    | 32.400 | Acerbis | Gran Canaria                           | 5 patrocinadoresKalise IOC Islas Canarias DISA beCordial   | 19,284                       |
| Lugo                   | Lugo                       | Eloy Jiménez           | Carlos Pita      | Anxo Carro                      | 8.000  | Hummel  | Estrella Galicia 0,0                   | Abanca                                                     | 5,606                        |
| Málaga                 | Málaga                     | Víctor Sánchez del Amo | Federico Ricca   | La Rosaleda                     | 30.044 | Nike    | Tesesa                                 | Benahavís, BeSoccer                                        | 25,245                       |
| Mallorca               | Palma                      | Vicente Moreno         | Xisco Campos     | Son Moix                        | 23.142 | Umbro   | Betpoint                               | OK Cars                                                    | 7,423                        |
| Numancia               | Soria                      | Aritz López Garai      | Adrián Ripa      | Nuevo Estadio Los Pajaritos     | 8.727  | Erreà   |                                        | Caja Rural                                                 | 5,988                        |
| Osasuna                | Pamplona                   | Jagoba Arrasate        | Oier Sanjurjo    | El Sadar                        | 18.375 | Hummel  | Kirolbet                               | Selk                                                       | 11,453                       |
| Rayo Majadahonda       | Majadahonda (Madrid)       | Antonio Iriondo        | Basilio Sancho   | Cerro del Espino                | 3.800  | Hummel  | Khalifa Capital                        | Afar 4                                                     | 4,257                        |
| Real Oviedo            | Oviedo                     | Sergio Egea            | Toché            | Carlos Tartiere                 | 30.500 | Adidas  | 2 patrocinadoresHuawei INTERprotección | 3 patrocinadoresTartiere Auto Ayre Hoteles Integra Energía | 8,003                        |
| Real Zaragoza          | Zaragoza                   | Víctor Fernández       | Alberto Zapater  | La Romareda                     | 34.600 | Adidas  | Caravan Fragancias                     | Quirón                                                     | 6,708                        |
| Reus Deportiu          | Reus (Tarragona)           | Xavi Bartolo           | Jesús Olmo       | Camp Nou Municipal              | 4.300  | Kappa   |                                        |                                                            | 3,157                        |
| Sporting de Gijón      | Gijón                      | José Alberto López     | Roberto Canella  | El Molinón-Enrique Castro Quini | 30.000 | Nike    | Teslacard                              | 2 patrocinadoresTernera Asturiana Air Europa               | 11,368                       |
| Tenerife               | Santa Cruz de Tenerife     | Luis César Sampedro    | Suso Santana     | Heliodoro Rodríguez López       | 24.000 | Hummel  | Egatesa                                | Air Europa                                                 | 9,672                        |

### Cambios de entrenadores
| Equipo                 | Entrenador (jornadas)                                                        |
| ---------------------- | ---------------------------------------------------------------------------- |
| C. D. Tenerife         | Joseba Etxeberria (1-5) José Luis Oltra (6-38) Luis César Sampedro (39-42)   |
| Real Zaragoza          | Imanol Idiakez (1-10) Lucas Alcaraz (11-18) Víctor Fernández (19-42)         |
| Gimnàstic de Tarragona | José Antonio Gordillo (1-10) Enrique Martín (11-42)                          |
| C. D. Lugo             | Javi López (1-11) Alberto Jiménez Monteagudo (12-35) Eloy Jiménez (36-42)    |
| Extremadura U. D.      | Juan Sabas (1-13) Rodri (14-26) Eduardo Vílchez (27) Manuel Mosquera (28-42) |
| U. D. Las Palmas       | Manolo Jiménez (1-14) Paco Herrera (15-28) Pepe Mel (29-42)                  |
| Sporting de Gijón      | Rubén Baraja (1-14) José Alberto López (15-42)                               |
| Córdoba C. F.          | José Ramón Sandoval (1-14) Curro Torres (15-27) Rafa Navarro (28-42)         |
| Deportivo de La Coruña | Natxo González (1-33) José Luis Martí (34-42)                                |
| Málaga C. F.           | Juan Ramón López Muñiz (1-34) Víctor Sánchez del Amo (35-42)                 |
| Real Oviedo            | Juan Antonio Anquela (1-35) Sergio Egea (36-42)                              |

### Equipos por comunidad autónoma
| \| Com. Autónoma \| N. \| Equipos \| \| -------------------- \| -- \| ----------------------------------------------------------------------- \| \| Andalucía \| 5 \| Granada C. F., Málaga C. F., U. D. Almería, Cádiz C. F. y Córdoba C. F. \| \| Asturias \| 2 \| Real Oviedo y Sporting de Gijón \| \| Cataluña \| 2 \| Nàstic de Tarragona y Reus Deportiu \| \| Comunidad de Madrid \| 2 \| A.D. Alcorcón y C. F. Rayo Majadahonda \| \| Galicia \| 2 \| R. C. Deportivo de La Coruña y C. D. Lugo \| \| Islas Canarias \| 2 \| C. D. Tenerife y U. D. Las Palmas \| \| Aragón \| 1 \| Real Zaragoza \| \| Castilla y León \| 1 \| C. D. Numancia \| \| Castilla-La Mancha \| 1 \| Albacete Balompié \| \| Comunidad Valenciana \| 1 \| Elche C. F. \| \| Extremadura \| 1 \| Extremadura U. D. \| \| Islas Baleares \| 1 \| R. C. D. Mallorca \| \| Navarra \| 1 \| C. A. Osasuna \| |    |                                                                         |
| Com. Autónoma | N. | Equipos                                                                 |
| Andalucía | 5  | Granada C. F., Málaga C. F., U. D. Almería, Cádiz C. F. y Córdoba C. F. |
| Asturias | 2  | Real Oviedo y Sporting de Gijón                                         |
| Cataluña | 2  | Nàstic de Tarragona y Reus Deportiu                                     |
| Comunidad de Madrid | 2  | A.D. Alcorcón y C. F. Rayo Majadahonda                                  |
| Galicia | 2  | R. C. Deportivo de La Coruña y C. D. Lugo                               |
| Islas Canarias | 2  | C. D. Tenerife y U. D. Las Palmas                                       |
| Aragón | 1  | Real Zaragoza                                                           |
| Castilla y León | 1  | C. D. Numancia                                                          |
| Castilla-La Mancha | 1  | Albacete Balompié                                                       |
| Comunidad Valenciana | 1  | Elche C. F.                                                             |
| Extremadura | 1  | Extremadura U. D.                                                       |
| Islas Baleares | 1  | R. C. D. Mallorca                                                       |
| Navarra | 1  | C. A. Osasuna                                                           |

## Justicia deportiva
Los árbitros de cada partido serán designados por una comisión creada para tal objetivo e integrada por representantes de la LFP y la RFEF. En la temporada 2018/19, los colegiados de la categoría son los siguientes (se muestra entre paréntesis su antigüedad en la categoría):
- Saúl Ais Reig (4)
- Dámaso Arcediano Monescillo (8)
- Víctor Areces Franco (5)
- Rubén Ávalos Barrera (1) - debutante
- Isidro Díaz de Mera Escuderos (3)
- Abraham Domínguez Cervantes (1) - debutante
- Jorge Figueroa Vázquez (7)
- Oliver de la Fuente Ramos (5)
- Aitor Gorostegui Fernández-Ortega (3)
- Javier Iglesias Villanueva (1) - debutante
- José Antonio López Toca (2)
- Luis Mario Milla Alvendiz (2)
- Álvaro Moreno Aragón (2)
- Daniel Ocón Arráiz (8)
- Valentín Pizarro Gómez (5)
- Juan Luis Pulido Santana (3)
- David Pérez Pallas (7)
- Gorka Sagués Oscoz (7)
- César Soto Grado (1) - debutante
- Daniel Jesús Trujillo Suárez (7)
- Santiago Varón Aceitón (2)
- Iñaki Vicandi Garrido (5)

## Clasificación Final
| Pos. | Equipo                       | Pts. | PJ | G  | E  | P  | GF | GC | Dif. | Clasificación 2019–20         |
| ---- | ---------------------------- | ---- | -- | -- | -- | -- | -- | -- | ---- | ----------------------------- |
| 1    | C. A. Osasuna (C, A)         | 87   | 42 | 26 | 9  | 7  | 59 | 35 | +24  | Ascenso a Primera División    |
| 2    | Granada C. F. (A)            | 79   | 42 | 22 | 13 | 7  | 52 | 28 | +24  | Ascenso a Primera División    |
| 3    | Málaga C. F.                 | 74   | 42 | 21 | 11 | 10 | 51 | 31 | +20  | Acceso a Play-offs de ascenso |
| 4    | Albacete Balompié            | 71   | 42 | 19 | 14 | 9  | 54 | 38 | +16  | Acceso a Play-offs de ascenso |
| 5    | R. C. D. Mallorca (A)        | 69   | 42 | 19 | 12 | 11 | 53 | 37 | +16  | Acceso a Play-offs de ascenso |
| 6    | R. C. Deportivo de La Coruña | 68   | 42 | 17 | 17 | 8  | 50 | 32 | +18  | Acceso a Play-offs de ascenso |
| 7    | Cádiz C. F.                  | 64   | 42 | 16 | 16 | 10 | 53 | 36 | +17  |                               |
| 8    | Real Oviedo                  | 63   | 42 | 17 | 12 | 13 | 48 | 48 | 0    |                               |
| 9    | Sporting de Gijón            | 61   | 42 | 16 | 13 | 13 | 43 | 38 | +5   |                               |
| 10   | U. D. Almería                | 60   | 42 | 15 | 15 | 12 | 51 | 39 | +12  |                               |
| 11   | Elche C. F.                  | 55   | 42 | 13 | 16 | 13 | 50 | 53 | −3   |                               |
| 12   | U. D. Las Palmas             | 54   | 42 | 12 | 18 | 12 | 48 | 48 | 0    |                               |
| 13   | Extremadura U. D.            | 53   | 42 | 14 | 11 | 17 | 43 | 47 | −4   |                               |
| 14   | A. D. Alcorcón               | 52   | 42 | 14 | 10 | 18 | 36 | 42 | −6   |                               |
| 15   | Real Zaragoza                | 51   | 42 | 13 | 12 | 17 | 49 | 52 | −3   |                               |
| 16   | C. D. Tenerife               | 50   | 42 | 11 | 17 | 14 | 40 | 50 | −10  |                               |
| 17   | C. D. Numancia               | 49   | 42 | 11 | 16 | 15 | 44 | 50 | −6   |                               |
| 18   | C. D. Lugo                   | 47   | 42 | 10 | 17 | 15 | 43 | 51 | −8   |                               |
| 19   | Rayo Majadahonda (D)         | 45   | 42 | 12 | 9  | 21 | 46 | 61 | −15  | Descenso de categoría         |
| 20   | Gimnàstic de Tarragona (D)   | 36   | 42 | 9  | 9  | 24 | 30 | 53 | −23  | Descenso de categoría         |
| 21   | Córdoba C. F. (D)            | 34   | 42 | 7  | 13 | 22 | 49 | 79 | −30  | Descenso de categoría         |
| 22   | C. F. Reus Deportiu (D)      | 0    | 42 | 5  | 6  | 31 | 16 | 48 | −32  | Retirado                      |

 Fuente: La Liga
Criterios de clasificación: Puntos · Enfrentamientos directos · Diferencia de goles · Goles a favor · Puntos fair-play · Play-off.
Notas:
1. ↑  El Reus fue expulsado de la competición tras finalizar la primera vuelta por impagos a sus futbolistas. Sus partidos en la segunda vuelta fueron de 0–1 para sus rivales.[69]

### Evolución de la clasificación
| Jornada / Equipo | 1  | 2  | 3  | 4  | 5  | 6  | 7  | 8  | 9  | 10 | 11 | 12 | 13 | 14 | 15 | 16 | 17 | 18 | 19 | 20 | 21 | 22 | 23 | 24 | 25 | 26 | 27 | 28 | 29 | 30 | 31 | 32 | 33 | 34 | 35 | 36 | 37 | 38 | 39 | 40 | 41 | 42 |
| Jornada / Equipo |    |    |    |    |    |    |    |    |    |    |    |    |    |    |    |    |    |    |    |    |    |    |    |    |    |    |    |    |    |    |    |    |    |    |    |    |    |    |    |    |    |    |
| ---------------- | -- | -- | -- | -- | -- | -- | -- | -- | -- | -- | -- | -- | -- | -- | -- | -- | -- | -- | -- | -- | -- | -- | -- | -- | -- | -- | -- | -- | -- | -- | -- | -- | -- | -- | -- | -- | -- | -- | -- | -- | -- | -- |
| Osasuna          | 21 | 18 | 21 | 15 | 15 | 14 | 13 | 13 | 11 | 12 | 12 | 9  | 8  | 8  | 9  | 8  | 8  | 7  | 7  | 5  | 6  | 5  | 4  | 4  | 2  | 3  | 1  | 1  | 1  | 1  | 1  | 1  | 1  | 1  | 1  | 1  | 1  | 1  | 1  | 1  | 1  | 1  |
| Granada          | 15 | 13 | 7  | 6  | 3  | 4  | 2  | 2  | 2  | 3  | 2  | 1  | 1  | 3  | 4  | 3  | 1  | 1  | 1  | 1  | 1  | 1  | 1  | 2  | 5  | 5  | 3  | 2  | 2  | 2  | 2  | 2  | 2  | 3  | 3  | 2  | 2  | 2  | 2  | 2  | 2  | 2  |
| Málaga           | 2  | 1  | 1  | 1  | 1  | 1  | 1  | 1  | 1  | 1  | 1  | 2  | 4  | 2  | 3  | 5  | 4  | 3  | 3  | 4  | 3  | 2  | 2  | 3  | 4  | 2  | 4  | 4  | 4  | 5  | 4  | 4  | 4  | 6  | 6  | 6  | 7  | 5  | 5  | 4  | 3  | 3  |
| Albacete         | 8  | 10 | 4  | 5  | 5  | 3  | 6  | 7  | 7  | 8  | 6  | 5  | 5  | 5  | 5  | 4  | 5  | 4  | 2  | 2  | 2  | 4  | 5  | 1  | 1  | 1  | 2  | 3  | 3  | 3  | 3  | 3  | 3  | 2  | 2  | 3  | 3  | 3  | 3  | 3  | 4  | 4  |
| Mallorca         | 5  | 2  | 3  | 2  | 4  | 7  | 8  | 6  | 6  | 6  | 7  | 8  | 7  | 7  | 6  | 6  | 7  | 8  | 8  | 8  | 8  | 8  | 8  | 7  | 9  | 8  | 8  | 9  | 7  | 6  | 6  | 7  | 6  | 5  | 5  | 4  | 4  | 4  | 4  | 5  | 5  | 5  |
| Deportivo        | 10 | 7  | 8  | 7  | 8  | 6  | 5  | 5  | 3  | 4  | 3  | 4  | 3  | 4  | 2  | 2  | 3  | 2  | 4  | 3  | 4  | 3  | 3  | 5  | 3  | 4  | 5  | 5  | 5  | 4  | 5  | 5  | 5  | 7  | 7  | 7  | 6  | 7  | 7  | 7  | 6  | 6  |
| Cádiz            | 4  | 6  | 9  | 11 | 13 | 16 | 17 | 18 | 20 | 20 | 19 | 12 | 9  | 9  | 7  | 7  | 6  | 6  | 6  | 7  | 7  | 7  | 7  | 9  | 8  | 7  | 6  | 6  | 6  | 7  | 7  | 6  | 7  | 4  | 4  | 5  | 5  | 6  | 6  | 6  | 7  | 7  |
| Real Oviedo      | 12 | 3  | 5  | 13 | 10 | 8  | 11 | 8  | 12 | 7  | 8  | 10 | 12 | 11 | 10 | 10 | 11 | 12 | 12 | 10 | 9  | 9  | 9  | 8  | 6  | 6  | 7  | 7  | 8  | 8  | 8  | 8  | 9  | 9  | 9  | 8  | 8  | 8  | 8  | 8  | 8  | 8  |
| Sporting         | 13 | 5  | 2  | 8  | 7  | 10 | 7  | 9  | 10 | 10 | 10 | 13 | 14 | 14 | 13 | 11 | 12 | 9  | 9  | 11 | 12 | 11 | 10 | 10 | 12 | 12 | 13 | 12 | 12 | 11 | 10 | 10 | 8  | 8  | 8  | 9  | 9  | 10 | 10 | 9  | 9  | 9  |
| Almería          | 20 | 16 | 18 | 20 | 17 | 13 | 9  | 11 | 8  | 9  | 9  | 7  | 10 | 12 | 11 | 12 | 10 | 11 | 10 | 9  | 10 | 10 | 11 | 12 | 10 | 10 | 10 | 8  | 9  | 9  | 9  | 9  | 10 | 10 | 10 | 10 | 10 | 9  | 9  | 9  | 10 | 10 |
| Elche            | 14 | 12 | 17 | 18 | 20 | 21 | 20 | 16 | 19 | 17 | 11 | 14 | 15 | 15 | 19 | 18 | 18 | 15 | 15 | 17 | 13 | 15 | 17 | 14 | 15 | 15 | 14 | 14 | 13 | 14 | 13 | 12 | 11 | 12 | 12 | 12 | 12 | 12 | 11 | 11 | 11 | 11 |
| L. Palmas        | 1  | 4  | 6  | 3  | 2  | 2  | 3  | 3  | 5  | 5  | 5  | 6  | 6  | 6  | 8  | 9  | 9  | 10 | 11 | 12 | 11 | 12 | 12 | 11 | 11 | 11 | 11 | 11 | 11 | 12 | 12 | 13 | 13 | 13 | 13 | 13 | 13 | 13 | 12 | 13 | 12 | 12 |
| Extremadura      | 11 | 17 | 19 | 21 | 22 | 20 | 19 | 22 | 17 | 18 | 20 | 21 | 21 | 20 | 18 | 15 | 16 | 18 | 19 | 19 | 19 | 19 | 19 | 19 | 19 | 19 | 19 | 19 | 19 | 19 | 19 | 19 | 19 | 19 | 18 | 15 | 14 | 15 | 15 | 15 | 13 | 13 |
| Alcorcón         | 9  | 15 | 12 | 12 | 9  | 5  | 4  | 4  | 4  | 2  | 4  | 3  | 2  | 1  | 1  | 1  | 2  | 5  | 5  | 6  | 5  | 6  | 6  | 6  | 7  | 9  | 9  | 10 | 10 | 10 | 11 | 11 | 12 | 11 | 11 | 11 | 11 | 11 | 13 | 12 | 14 | 14 |
| Zaragoza         | 3  | 8  | 10 | 4  | 6  | 9  | 10 | 10 | 14 | 16 | 18 | 19 | 16 | 16 | 17 | 19 | 19 | 20 | 17 | 15 | 16 | 17 | 15 | 15 | 14 | 14 | 15 | 15 | 17 | 15 | 17 | 15 | 16 | 17 | 14 | 14 | 15 | 14 | 14 | 14 | 15 | 15 |
| Tenerife         | 17 | 11 | 14 | 17 | 19 | 19 | 15 | 19 | 18 | 19 | 16 | 18 | 18 | 16 | 16 | 17 | 17 | 17 | 18 | 16 | 17 | 14 | 16 | 16 | 16 | 16 | 17 | 16 | 16 | 16 | 15 | 16 | 17 | 14 | 15 | 17 | 16 | 17 | 18 | 17 | 16 | 16 |
| Numancia         | 7  | 9  | 16 | 10 | 12 | 15 | 16 | 12 | 9  | 11 | 13 | 11 | 11 | 13 | 14 | 13 | 13 | 13 | 13 | 14 | 15 | 13 | 13 | 13 | 13 | 13 | 12 | 13 | 14 | 13 | 14 | 14 | 15 | 16 | 17 | 18 | 18 | 16 | 16 | 16 | 16 | 17 |
| Lugo             | 18 | 14 | 11 | 14 | 16 | 12 | 12 | 15 | 15 | 13 | 15 | 15 | 17 | 17 | 15 | 16 | 15 | 14 | 14 | 13 | 14 | 16 | 14 | 17 | 18 | 18 | 18 | 18 | 18 | 18 | 18 | 18 | 18 | 18 | 19 | 19 | 19 | 18 | 17 | 18 | 18 | 18 |
| Rayo Maj.        | 19 | 22 | 15 | 9  | 14 | 17 | 18 | 14 | 13 | 15 | 14 | 17 | 13 | 10 | 12 | 14 | 14 | 16 | 16 | 18 | 18 | 18 | 18 | 18 | 17 | 17 | 16 | 17 | 15 | 17 | 16 | 17 | 14 | 15 | 16 | 16 | 17 | 19 | 19 | 19 | 19 | 19 |
| Gimnàstic        | 16 | 20 | 20 | 22 | 18 | 18 | 21 | 20 | 21 | 22 | 21 | 22 | 22 | 22 | 22 | 22 | 22 | 22 | 22 | 22 | 22 | 22 | 22 | 21 | 21 | 21 | 21 | 21 | 20 | 20 | 20 | 21 | 20 | 20 | 20 | 20 | 21 | 20 | 21 | 21 | 20 | 20 |
| Córdoba          | 6  | 19 | 22 | 19 | 21 | 22 | 22 | 21 | 22 | 21 | 22 | 20 | 20 | 21 | 21 | 21 | 21 | 21 | 20 | 21 | 21 | 21 | 21 | 20 | 20 | 20 | 20 | 20 | 21 | 21 | 21 | 20 | 21 | 21 | 21 | 21 | 20 | 21 | 20 | 20 | 21 | 21 |
| Reus             | 22 | 21 | 13 | 16 | 11 | 11 | 14 | 17 | 16 | 14 | 17 | 16 | 19 | 19 | 20 | 20 | 20 | 19 | 21 | 20 | 20 | 20 | 20 | 22 | 22 | 22 | 22 | 22 | 22 | 22 | 22 | 22 | 22 | 22 | 22 | 22 | 22 | 22 | 22 | 22 | 22 | 22 |

Notas
1. ↑  La posición del Albacete en la jornadas 23 está contabilizada con un partido menos por el aplazamiento del enfrentamiento Albacete-Reus en dicha jornada
2. ↑  La posición de Las Palmas en las jornadas 22 y 23 está contabilizada con un partido menos por el aplazamiento del enfrentamiento Reus-Las Palmas en la primera de dichas jornadas
3. ↑  La posición del Reus en las jornadas 22 y 23 está contabilizada con 21 partidos disputados por el aplazamiento de los enfrentamientos Reus-Las Palmas y Albacete-Reus

## Resultados
| Cádiz C. F.         | 1 – 0 | U. D. Almería                | Ramón de Carranza | 17 de agosto | 20:00 | 13.460 | Trujillo Suárez      | 8 | 0 |
| Albacete Balompié   | 1 – 1 | R. C. Deportivo de La Coruña | Carlos Belmonte   | 17 de agosto | 22:00 | 5.934  | Pizarro Gómez        | 7 | 1 |
| Elche C. F.         | 0 – 0 | Granada C. F.                | Martínez Valero   | 18 de agosto | 19:00 | 11025  | Varón Aceitón        | 5 | 0 |
| C. D. Lugo          | 1 – 2 | Málaga C. F.                 | Anxo Carro        | 18 de agosto | 19:00 | 3.200  | Areces Franco        | 3 | 0 |
| A. D. Alcorcón      | 1 – 1 | Sporting de Gijón            | Santo Domingo     | 18 de agosto | 20:30 | 2.483  | Figueroa Vázquez     | 1 | 0 |
| Córdoba C. F.       | 3 – 3 | C. D. Numancia               | Nuevo Arcángel    | 18 de agosto | 22:00 | 11.685 | Díaz de Mera         | 3 | 0 |
| R. C. D. Mallorca   | 1 – 0 | C. A. Osasuna                | Iberostar Estadio | 19 de agosto | 19:00 | 9.450  | Arcediano Monescillo | 6 | 0 |
| Real Oviedo         | 1 – 1 | Extremadura U. D             | Carlos Tartiere   | 19 de agosto | 19:00 | 13.315 | Iglesias Villanueva  | 2 | 0 |
| Real Zaragoza       | 2 – 1 | C. F. Rayo Majadahonda       | La Romareda       | 19 de agosto | 20:30 | 18.433 | Soto Grado           | 4 | 0 |
| U. D. Las Palmas    | 2 – 0 | C. F. Reus                   | Gran Canaria      | 19 de agosto | 22:00 | 12.408 | Milla Alvendiz       | 4 | 0 |
| Nàstic de Tarragona | 1 – 1 | C. D. Tenerife               | Nou Estadi        | 20 de agosto | 20:00 | 5.483  | Ais Reig             | 7 | 0 |

| Extremadura U. D       | 0 – 1 | R. C. Deportivo de La Coruña | Francisco de la Hera | 24 de agosto | 22:00 | 10.827 | de la Fuente Ramos          | 6 | 0 |
| Málaga C. F.           | 1 – 0 | A. D. Alcorcón               | La Rosaleda          | 24 de agosto | 22:00 | 18.626 | Pulido Santana              | 4 | 1 |
| C. F. Reus Deportiu    | 0 – 0 | Real Zaragoza                | Camp Nou Municipal   | 25 de agosto | 19:00 | 3.397  | López Toca                  | 4 | 0 |
| C. D. Numancia         | 1 – 1 | Cádiz C. F.                  | Los Pajaritos        | 25 de agosto | 19:00 | 3.285  | Vicandi Garrido             | 7 | 1 |
| U. D. Las Palmas       | 1 – 1 | Albacete Balompié            | Gran Canaria         | 25 de agosto | 20:30 | 12.431 | Ávalos Barrera              | 2 | 0 |
| Córdoba C. F.          | 2 – 4 | Real Oviedo                  | Nuevo Arcángel       | 25 de agosto | 22:00 | 12.774 | Sagués Oscoz                | 7 | 0 |
| Sporting de Gijón      | 2 – 0 | Nàstic de Tarragona          | El Molinón           | 26 de agosto | 19:00 | 21.484 | Pérez Pallas                | 4 | 0 |
| C. A. Osasuna          | 1 – 1 | Elche C. F.                  | El Sadar             | 26 de agosto | 19:30 | 14.108 | Ocón Arráiz                 | 6 | 0 |
| Granada C. F.          | 1 – 1 | C. D. Lugo                   | Los Cármenes         | 26 de agosto | 20:30 | 8.321  | Gorostegui Fernández-Ortega | 6 | 0 |
| U. D. Almería          | 1 – 1 | C. D. Tenerife               | Juegos Mediterráneos | 26 de agosto | 22:00 | 6.667  | Díaz de Mera                | 9 | 0 |
| C. F. Rayo Majadahonda | 0 – 1 | R. C. D. Mallorca            | Wanda Metropolitano  | 27 de agosto | 20:00 | 3.423  | Domínguez Cervantes         | 3 | 0 |

| A. D. Alcorcón      | 1 – 0 | R. C. D. Mallorca            | Santo Domingo             | 31 de agosto    | 20:00 | 2.428  | Areces Franco               | 5 | 0 |
| C. D. Lugo          | 3 – 2 | C. D. Numancia               | Anxo Carro                | 1 de septiembre | 16:00 | 2.682  | Luis Milla                  | 8 | 0 |
| Real Zaragoza       | 1 – 1 | U. D. Las Palmas             | La Romareda               | 1 de septiembre | 18:00 | 22.383 | Gorostegui Fernández-Ortega | 4 | 0 |
| Elche C. F.         | 0 – 2 | C. F. Reus Deportiu          | Martínez Valero           | 1 de septiembre | 18:00 | 10.657 | Javier Iglesias Villanueva  | 7 | 0 |
| Cádiz C. F.         | 1 – 1 | Real Oviedo                  | Ramón de Carranza         | 1 de septiembre | 19:00 | 13.888 | Arcediano Monescillo        | 3 | 0 |
| C. D. Tenerife      | 2 – 2 | R. C. Deportivo de La Coruña | Heliodoro Rodríguez López | 1 de septiembre | 20:30 | 12.139 | Figueroa Vázquez            | 5 | 0 |
| Nàstic de Tarragona | 0 – 1 | C. F. Rayo Majadahonda       | Nou Estadi                | 2 de septiembre | 12:00 | 4.854  | Varón Aceitón               | 7 | 0 |
| Sporting de Gijón   | 2 – 0 | Extremadura U. D             | El Molinón                | 2 de septiembre | 16:00 | 20.652 | Soto Grado                  | 4 | 0 |
| Albacete Balompié   | 3 – 0 | Córdoba C. F.                | Carlos Belmonte           | 2 de septiembre | 20:00 | 7.735  | Moreno Aragón               | 9 | 0 |
| Granada C. F.       | 2 – 0 | C. A. Osasuna                | Los Cármenes              | 2 de septiembre | 20:00 | 8.727  | Trujillo Suárez             | 3 | 0 |
| U. D. Almería       | 0 – 1 | Málaga C. F.                 | Juegos Mediterráneos      | 3 de septiembre | 21:00 | 9.118  | Pizarro Gómez               | 3 | 0 |

| U. D. Las Palmas             | 4 – 0                                                                                                   | Nàstic de Tarragona | Gran Canaria         | 7 de septiembre  | 20:00 | 12.119 | Domínguez Cervantes | 7 | 1 |
| R. C. D. Mallorca            | 1 – 0 (enlace roto disponible en Internet Archive; véase el historial, la primera versión y la última). | Cádiz C. F.         | Iberostar Estadio    | 7 de septiembre  | 21:00 | 8.906  | Díaz de Mera        | 4 | 0 |
| C. A. Osasuna                | 3 – 1                                                                                                   | U. D. Almería       | El Sadar             | 8 de septiembre  | 16:00 | 12.765 | Pérez Pallas        | 2 | 0 |
| Málaga C. F.                 | 1 – 0                                                                                                   | C. D. Tenerife      | La Rosaleda          | 8 de septiembre  | 18:00 | 15.408 | Vicandi Garrido     | 7 | 0 |
| Real Oviedo                  | 0 – 4                                                                                                   | Real Zaragoza       | Carlos Tartiere      | 8 de septiembre  | 18:00 | 13.770 | Ocón Arráiz         | 3 | 0 |
| C. F. Reus Deportiu          | 1 – 2                                                                                                   | Albacete Balompié   | Camp Nou Municipal   | 9 de septiembre  | 12:00 | 2.230  | Ais Reig            | 4 | 0 |
| C. D. Numancia               | 1 – 0                                                                                                   | Elche C. F.         | Los Pajaritos        | 9 de septiembre  | 16:00 | 2.855  | Moreno Aragón       | 3 | 0 |
| Extremadura U. D             | 1 – 3                                                                                                   | Granada C. F.       | Francisco de la Hera | 9 de septiembre  | 18:00 | 9.343  | López Toca          | 7 | 0 |
| Córdoba C. F.                | 0 – 0                                                                                                   | A. D. Alcorcón      | Nuevo Arcángel       | 9 de septiembre  | 20:00 | 12.312 | de la Fuente Ramos  | 4 | 0 |
| R. C. Deportivo de La Coruña | 1 – 0                                                                                                   | Sporting de Gijón   | Riazor               | 9 de septiembre  | 20:45 | 15.908 | Sagués Oscoz        | 7 | 0 |
| C. F. Rayo Majadahonda       | 1 – 0                                                                                                   | C. D. Lugo          | Wanda Metropolitano  | 10 de septiembre | 20:00 | 3.370  | Pulido Santana      | 5 | 0 |

| Nàstic de Tarragona | 1 – 0                                                                                                   | C. A. Osasuna                | Nou Estadi                | 15 de septiembre | 16:00 | 4.576  | Iglesias Villanueva  | 4  | 0 |
| Málaga C. F.        | 3 – 0                                                                                                   | Córdoba C. F.                | La Rosaleda               | 15 de septiembre | 18:00 | 19.047 | Varón Aceitón        | 6  | 0 |
| C. D. Tenerife      | 0 – 1                                                                                                   | C. F. Reus Deportiu          | Heliodoro Rodríguez López | 15 de septiembre | 18:00 | 9.532  | Arcediano Monescillo | 3  | 0 |
| A. D. Alcorcón      | 1 – 0                                                                                                   | R. C. Deportivo de La Coruña | Santo Domingo             | 15 de septiembre | 20:00 | 3.232  | Fernández-Ortega     | 11 | 0 |
| Elche C. F.         | 1 – 1                                                                                                   | R. C. D. Mallorca            | Martínez Valero           | 16 de septiembre | 12:00 | 10.817 | Milla Alvendiz       | 6  | 0 |
| C. D. Lugo          | 0 – 2                                                                                                   | Real Oviedo                  | Anxo Carro                | 16 de septiembre | 16:00 | 4.508  | Pizarro Gómez        | 5  | 0 |
| Extremadura U. D    | 1 – 2                                                                                                   | U. D. Las Palmas             | Francisco de la Hera      | 16 de septiembre | 18:00 | 9.710  | Figueroa Vázquez     | 11 | 0 |
| U. D. Almería       | 2 – 1                                                                                                   | Real Zaragoza                | Juegos Mediterráneos      | 16 de septiembre | 18:30 | 7.251  | Areces Franco        | 0  | 0 |
| Granada C. F.       | 3 – 0                                                                                                   | C. F. Rayo Majadahonda       | Los Cármenes              | 16 de septiembre | 20:00 | 9.077  | Ávalos Barrera       | 5  | 0 |
| Sporting de Gijón   | 1 – 1                                                                                                   | C. D. Numancia               | El Molinón                | 16 de septiembre | 20:30 | 19.240 | Trujillo Suárez      | 12 | 0 |
| Albacete Balompié   | 1 – 1 (enlace roto disponible en Internet Archive; véase el historial, la primera versión y la última). | Cádiz C. F.                  | Carlos Belmonte           | 17 de septiembre | 20:00 | 6.630  | Soto Grado           | 4  | 0 |

| C. A. Osasuna                | 1 – 0 | Sporting de Gijón   | El Sadar            | 22 de septiembre | 16:0  | 13.354 | Díaz de Mera        | 6  | 0 |
| C. F. Rayo Majadahonda       | 1 – 4 | Extremadura U. D.   | Wanda Metropolitano | 22 de septiembre | 18:00 | 5.352  | Vicandi Garrido     | 6  | 0 |
| Real Zaragoza                | 0 – 2 | C. D. Lugo          | La Romareda         | 22 de septiembre | 18:00 | 23.111 | Ais Reig            | 6  | 0 |
| Córdoba C. F.                | 1 – 1 | C. D. Tenerife      | Nuevo Arcángel      | 22 de septiembre | 20:30 | 11.085 | Pérez Pallas        | 10 | 0 |
| R. C. D. Mallorca            | 1 – 3 | Albacete Balompié   | Iberostar Estadio   | 23 de septiembre | 12:00 | 7.682  | Sagués Oscoz        | 5  | 1 |
| Real Oviedo                  | 1 – 1 | Elche C. F.         | Carlos Tartiere     | 23 de septiembre | 16:00 | 14.008 | Domínguez Cervantes | 3  | 0 |
| U. D. Las Palmas             | 1 – 0 | Málaga C. F.        | Gran Canaria        | 23 de septiembre | 18:00 | 21.350 | Ocón Arráiz         | 4  | 0 |
| C. F. Reus Deportiu          | 1 – 1 | Nàstic de Tarragona | Camp Nou Municipal  | 23 de septiembre | 18:00 | 4.195  | de la Fuente Ramos  | 6  | 0 |
| C. D. Numancia               | 0 – 2 | U. D. Almería       | Los Pajaritos       | 23 de septiembre | 18:00 | 3.206  | Soto Grado          | 4  | 0 |
| Cádiz C. F.                  | 0 – 2 | A. D. Alcorcón      | Ramón de Carranza   | 23 de septiembre | 20:00 | 13.207 | López Toca          | 8  | 0 |
| R. C. Deportivo de La Coruña | 2 – 1 | Granada C. F.       | Riazor              | 24 de septiembre | 21:00 | 13.717 | Moreno Aragón       | 1  | 0 |

| Albacete Balompié   | 2 – 2                                                                                                   | Real Zaragoza                | Carlos Belmonte           | 28 de septiembre | 21:00 | 8.246  | Trujillo Suárez            | 6 | 0 |
| C. D. Lugo          | 1 – 1                                                                                                   | R. C. D. Mallorca            | Anxo Carro                | 29 de septiembre | 16:00 | 3.100  | Rubén Ávalos               | 5 | 0 |
| Granada C. F.       | 4 – 2                                                                                                   | Córdoba C. F.                | Los Cármenes              | 29 de septiembre | 18:00 | 9.931  | Pizarro Gómez              | 5 | 0 |
| Sporting de Gijón   | 1 – 0                                                                                                   | U. D. Las Palmas             | El Molinón                | 29 de septiembre | 18:00 | 20.576 | Arcediano Monescillo       | 6 | 0 |
| C. D. Tenerife      | 1 – 0 (enlace roto disponible en Internet Archive; véase el historial, la primera versión y la última). | Cádiz C. F.                  | Heliodoro Rodríguez López | 29 de septiembre | 20:30 | 10.013 | Fernández-Ortega           | 5 | 0 |
| A. D. Alcorcón      | 2 – 0                                                                                                   | Real Oviedo                  | Santo Domingo             | 30 de septiembre | 12:00 | 3.393  | Milla Alvendiz             | 8 | 0 |
| Málaga C. F.        | 1 – 0                                                                                                   | C. F. Rayo Majadahonda       | La Rosaleda               | 30 de septiembre | 16:00 | 18.207 | Javier Iglesias Villanueva | 6 | 0 |
| U. D. Almería       | 2 – 0                                                                                                   | C. F. Reus Deportiu          | Juegos Mediterráneos      | 30 de septiembre | 18:00 | 7.543  | Pulido Santana             | 3 | 0 |
| C. A. Osasuna       | 0 – 0                                                                                                   | C. D. Numancia               | El Sadar                  | 30 de septiembre | 18:00 | 14.392 | Figueroa Vázquez           | 4 | 0 |
| Extremadura U. D    | 2 – 2                                                                                                   | Elche C. F                   | Francisco de la Hera      | 30 de septiembre | 20:00 | 9.723  | Varón Aceitón              | 6 | 0 |
| Nàstic de Tarragona | 1 – 3                                                                                                   | R. C. Deportivo de La Coruña | Nou Estadi                | 30 de septiembre | 20:30 | 5.790  | Areces Franco              | 4 | 0 |

| R. C. D. Mallorca            | 4 – 1 | C. D. Tenerife      | Iberostar Estadio   | 6 de octubre | 16:00 | 7.404  | Ocón Arráiz         | 0  | 0 |
| C. D. Numancia               | 1 – 0 | Extremadura U. D.   | Los Pajaritos       | 6 de octubre | 18:00 | 3.053  | Domínguez Cervantes | 4  | 0 |
| Córdoba C. F.                | 1 – 0 | U. D. Almería       | Nuevo Arcángel      | 6 de octubre | 20:00 | 11.284 | Moreno Aragón       | 9  | 2 |
| U. D. Las Palmas             | 0 – 0 | A. D. Alcorcón      | Gran Canaria        | 6 de octubre | 20:30 | 13.718 | Vicandi Garrido     | 5  | 0 |
| C. F. Reus Deportiu          | 1 – 2 | Granada C. F.       | Camp Nou Municipal  | 7 de octubre | 12:00 | 2.475  | Pérez Pallas        | 5  | 0 |
| Real Oviedo                  | 1 – 0 | Albacete Balompié   | Carlos Tartiere     | 7 de octubre | 16:00 | 12.728 | De la Fuente Ramos  | 3  | 0 |
| R. C. Deportivo de La Coruña | 1 – 1 | Málaga C. F.        | Riazor              | 7 de octubre | 18:00 | 18.374 | Díaz de Mera        | 6  | 1 |
| Elche C. F.                  | 2 – 1 | C. D. Lugo          | Martínez Valero     | 7 de octubre | 18:00 | 10.679 | Soto Grado          | 4  | 0 |
| Cádiz C. F.                  | 1 – 1 | Nàstic de Tarragona | Ramón de Carranza   | 7 de octubre | 20:00 | 12.450 | Ais Reig            | 6  | 0 |
| C. F. Rayo Majadahonda       | 2 – 1 | Sporting de Gijón   | Wanda Metropolitano | 8 de octubre | 20:00 | 4.508  | López Toca          | 10 | 0 |
| Real Zaragoza                | 1 – 1 | C. A. Osasuna       | La Romareda         | 8 de octubre | 21:00 | 23.850 | Sagués Oscoz        | 6  | 0 |

| Málaga C. F.                 | 2 – 1                                                                                                   | Albacete Balompié   | La Rosaleda               | 12 de octubre | 16:00 | 18.709 | Gorostegui Fernández-Ortega | 5  | 0 |
| Extremadura U. D             | 2 – 1 (enlace roto disponible en Internet Archive; véase el historial, la primera versión y la última). | Cádiz C. F.         | Francisco de la Hera      | 12 de octubre | 18:00 | 11.023 | Rubén Ávalos                | 14 | 0 |
| R. C. Deportivo de La Coruña | 4 – 0                                                                                                   | Elche C. F.         | Riazor                    | 12 de octubre | 21:00 | 17.092 | Pizarro Gómez               | 3  | 0 |
| C. A. Osasuna                | 3 – 1                                                                                                   | Córdoba C. F.       | El Sadar                  | 13 de octubre | 16:00 | 12.996 | Areces Franco               | 2  | 0 |
| Sporting de Gijón            | 1 – 1                                                                                                   | C. F. Reus Deportiu | El Molinón                | 13 de octubre | 18:00 | 19.026 | Varón Aceitón               | 5  | 0 |
| U. D. Almería                | 3 – 0                                                                                                   | U. D. Las Palmas    | Juegos Mediterráneos      | 13 de octubre | 20:30 | 7.339  | Iglesias Villanueva         | 4  | 0 |
| C. D. Numancia               | 1 – 0                                                                                                   | Real Zaragoza       | Los Pajaritos             | 13 de octubre | 20:30 | 4.953  | Arcediano Monescillo        | 4  | 0 |
| C. D. Tenerife               | 0 – 0                                                                                                   | C. D. Lugo          | Heliodoro Rodríguez López | 14 de octubre | 13:00 | 10.044 | Milla Alvendiz              | 7  | 0 |
| C. F. Rayo Majadahonda       | 1 – 0                                                                                                   | Real Oviedo         | Wanda Metropolitano       | 14 de octubre | 16:00 | 7.217  | Figueroa Vázquez            | 4  | 0 |
| Granada C. F.                | 1 – 0                                                                                                   | R. C. D. Mallorca   | Los Cármenes              | 14 de octubre | 20:45 | 9.454  | Pulido Santana              | 6  | 0 |
| Nàstic de Tarragona          | 1 – 3 (enlace roto disponible en Internet Archive; véase el historial, la primera versión y la última). | A. D. Alcorcón      | Nou Estadi                | 15 de octubre | 16:00 | 3.505  | Trujillo Suárez             | 7  | 0 |

| Elche C. F.         | 2 – 0 | Málaga C. F.                 | Martínez Valero    | 19 de octubre | 21:00 | 9.565  | Pulido Santana      | 4  | 0 |
| Real Oviedo         | 2 – 1 | C. A. Osasuna                | Carlos Tartiere    | 20 de octubre | 16:00 | 12.218 | Vicandi Garrido     | 6  | 0 |
| A. D. Alcorcón      | 1 – 0 | Granada C. F.                | Santo Domingo      | 20 de octubre | 18:00 | 3.020  | Díaz de Mera        | 6  | 1 |
| U. D. Las Palmas    | 3 – 0 | C. D. Numancia               | Gran Canaria       | 20 de octubre | 18:00 | 13.413 | Sagués Oscoz        | 9  | 0 |
| Córdoba C. F.       | 1 – 1 | R. C. Deportivo de La Coruña | Nuevo Arcángel     | 20 de octubre | 20:00 | 10.604 | Ais Reig            | 7  | 1 |
| R. C. D. Mallorca   | 1 – 1 | Extremadura U. D             | Iberostar Estadio  | 21 de octubre | 12:00 | 8.100  | Moreno Aragón       | 11 | 1 |
| C. D. Lugo          | 1 – 0 | Nàstic de Tarragona          | Anxo Carro         | 21 de octubre | 16:00 | 3.161  | López Toca          | 8  | 0 |
| Albacete Balompié   | 1 – 1 | U. D. Almería                | Carlos Belmonte    | 21 de octubre | 18:00 | 7.965  | Ocón Arráiz         | 5  | 1 |
| C. F. Reus Deportiu | 2 – 1 | C. F. Rayo Majadahonda       | Camp Nou Municipal | 21 de octubre | 18:00 | 2.345  | Domínguez Cervantes | 2  | 0 |
| Real Zaragoza       | 1 – 1 | C. D. Tenerife               | La Romareda        | 21 de octubre | 20:00 | 21.986 | De la Fuente Ramos  | 9  | 0 |
| Cádiz C. F.         | 0 – 0 | Sporting de Gijón            | Ramón de Carranza  | 21 de octubre | 20:30 | 11.735 | Soto Grado          | 4  | 0 |

| Sporting de Gijón            | 0 – 0 | Córdoba C. F.       | El Molinón                | 26 de octubre | 21:00 | 16.282 | Iglesias Villanueva         | 3 | 0 |
| R. C. Deportivo de La Coruña | 2 – 0 | C. F. Reus Deportiu | Riazor                    | 27 de octubre | 16:00 | 15.482 | Trujillo Suárez             | 1 | 0 |
| Granada C. F.                | 1 – 0 | U. D. Almería       | Los Cármenes              | 27 de octubre | 18:00 | 10.228 | Arcediano Monescillo        | 6 | 0 |
| R. C. D. Mallorca            | 2 – 2 | U. D. Las Palmas    | Iberostar Estadio         | 27 de octubre | 18:00 | 5.835  | Pérez Pallas                | 8 | 0 |
| C. D. Tenerife               | 3 – 2 | A. D. Alcorcón      | Heliodoro Rodríguez López | 27 de octubre | 20:30 | 8.964  | Ávalos Barrera              | 8 | 0 |
| C. D. Lugo                   | 1 – 2 | Cádiz C. F.         | Anxo Carro                | 27 de octubre | 20:30 | 3.774  | Ocón Arráiz                 | 6 | 0 |
| Nàstic de Tarragona          | 2 – 1 | Real Oviedo         | Nou Estadi                | 28 de octubre | 12:00 | 4.631  | Gorostegui Fernández-Ortega | 9 | 0 |
| C. F. Rayo Majadahonda       | 1 – 1 | C. A. Osasuna       | Wanda Metropolitano       | 28 de octubre | 18:00 | 2.482  | Milla Alvendiz              | 7 | 0 |
| Extremadura U. D             | 1 – 2 | Albacete Balompié   | Francisco de la Hera      | 28 de octubre | 18:00 | 8.673  | Areces Franco               | 5 | 0 |
| Elche C. F.                  | 2 – 0 | Real Zaragoza       | Martínez Valero           | 28 de octubre | 20:30 | 9.342  | Figueroa Vázquez            | 3 | 0 |
| Málaga C. F.                 | 2 – 0 | C. D. Numancia      | La Rosaleda               | 29 de octubre | 21:00 | 14.780 | Pizarro Gómez               | 4 | 0 |

| Albacete Balompié   | 2 – 0 | Nàstic de Tarragona          | Carlos Belmonte      | 2 de noviembre | 21:00 | 7.199  | Varón Aceitón      | 2 | 0 |
| C. F. Reus Deportiu | 0 – 0 | C. D. Lugo                   | Camp Nou Municipal   | 3 de noviembre | 16:00 | 2.420  | Moreno Aragón      | 5 | 0 |
| C. D. Numancia      | 2 – 0 | C. D. Tenerife               | Los Pajaritos        | 3 de noviembre | 18:00 | 3.191  | Areces Franco      | 0 | 0 |
| C. A. Osasuna       | 2 – 1 | Málaga C. F.                 | El Sadar             | 3 de noviembre | 18:00 | 14.052 | De la Fuente Ramos | 8 | 2 |
| Cordoba C. F.       | 4 – 2 | Extremadura U. D             | Nuevo Arcángel       | 3 de noviembre | 20:00 | 12.079 | Pulido Santana     | 8 | 0 |
| U. D. Las Palmas    | 1 – 1 | R. C. Deportivo de La Coruña | Gran Canaria         | 3 de noviembre | 20:30 | 15.499 | Soto Grado         | 5 | 0 |
| Cádiz C. F.         | 5 – 1 | Elche C. F.                  | Ramón de Carranza    | 4 de noviembre | 12:00 | 5.660  | Sagués Oscoz       | 8 | 0 |
| Real Oviedo         | 1 – 1 | R. C. D. Mallorca            | Carlos Tartiere      | 4 de noviembre | 16:00 | 13.038 | López Toca         | 5 | 0 |
| A. D. Alcorcón      | 2 – 0 | C. F. Rayo Majadahonda       | Santo Domingo        | 4 de noviembre | 18:00 | 3.148  | Pérez Pallas       | 6 | 0 |
| U. D. Almería       | 2 – 1 | Sporting de Gijón            | Juegos Mediterráneos | 4 de noviembre | 18:00 | 7.424  | Ais Reig           | 4 | 0 |
| Real Zaragoza       | 0 – 2 | Granada C. F.                | La Romareda          | 4 de noviembre | 20:30 | 19.326 | Vicandi Garrido    | 5 | 0 |

| Cádiz C. F.                  | 2 – 0 | C. F. Reus Deportiu | Ramón de Carranza         | 10 de noviembre | 16:00 | 13.229 | Pizarro Gómez               | 2 | 0 |
| Extremadura U. D.            | 2 – 3 | C. A. Osasuna       | Francisco de la Hera      | 10 de noviembre | 18:00 | 8.237  | Arcediano Monescillo        | 9 | 0 |
| C. D. Lugo                   | 0 – 1 | A. D. Alcorcón      | Anxo Carro                | 10 de noviembre | 18:00 | 2.920  | Figueroa Vázquez            | 4 | 0 |
| R. C. Deportivo de La Coruña | 4 – 0 | Real Oviedo         | Riazor                    | 10 de noviembre | 20:30 | 18.739 | Ocón Arráiz                 | 0 | 0 |
| Elche C. F.                  | 0 – 0 | U. D. Las Palmas    | Martínez Valero           | 10 de noviembre | 20:30 | 9.740  | Díaz de Mera                | 6 | 0 |
| Granada C. F.                | 0 – 0 | C. D. Numancia      | Los Cármenes              | 11 de noviembre | 12:00 | 13.227 | Iglesias Villanueva         | 7 | 0 |
| C. F. Rayo Majadahonda       | 2 – 0 | U. D. Almería       | Wanda Metropolitano       | 11 de noviembre | 16:00 | 2.216  | Gorostegui Fernández-Ortega | 8 | 0 |
| R. C. D. Mallorca            | 3 – 0 | Córdoba C. F.       | Iberostar Estadio         | 11 de noviembre | 18:00 | 7.989  | Trujillo Suárez             | 6 | 0 |
| Sporting de Gijón            | 2 – 2 | Málaga C. F.        | El Molinón                | 11 de noviembre | 18:00 | 18.720 | Sagués Oscoz                | 7 | 0 |
| C. D. Tenerife               | 0 – 0 | Albacete Balompié   | Heliodoro Rodríguez López | 11 de noviembre | 20:00 | 10.528 | Domínguez Cervantes         | 4 | 0 |
| Nàstic de Tarragona          | 1 – 3 | Real Zaragoza       | Nou Estadi                | 12 de noviembre | 21:00 | 4.348  | Milla Alvendiz              | 8 | 0 |

| U. D. Las Palmas  | 2 – 2 | Granada C. F.                | Gran Canaria         | 16 de noviembre | 21:00 | 12.056 | Areces Franco   | 1 | 0 |
| Málaga C. F.      | 2 – 0 | Nàstic de Tarragona          | La Rosaleda          | 17 de noviembre | 16:00 | 17.256 | Moreno Aragón   | 6 | 0 |
| C. A. Osasuna     | 2 – 0 | C. D. Tenerife               | El Sadar             | 17 de noviembre | 18:00 | 14.182 | López Toca      | 4 | 0 |
| C. F. Reus        | 1 – 4 | Extremadura U. D.            | Camp Nou Municipal   | 17 de noviembre | 18:00 | 2.932  | Varón Aceitón   | 2 | 0 |
| Real Zaragoza     | 2 – 2 | R. C. D. Mallorca            | La Romareda          | 17 de noviembre | 20:30 | 21.461 | Ais Reig        | 4 | 0 |
| Real Oviedo       | 2 – 1 | Sporting de Gijón            | Carlos Tartiere      | 17 de noviembre | 20:45 | 23.175 | Trujillo Suárez | 7 | 0 |
| C. D. Numancia    | 1 – 2 | C. F. Rayo Majadahonda       | Los Pajaritos        | 18 de noviembre | 12:00 | 2.953  | Pulido Santana  | 6 | 0 |
| Córdoba C. F.     | 1 – 3 | Cádiz C. F.                  | Nuevo Arcángel       | 18 de noviembre | 16:00 | 13.727 | Pérez Pallas    | 1 | 0 |
| Albacete Balompié | 1 – 0 | C. D. Lugo                   | Carlos Belmonte      | 18 de noviembre | 18:00 | 6.405  | Vicandi Garrido | 7 | 0 |
| A. D. Alcorcón    | 1 – 0 | Elche C. F.                  | Santo Domingo        | 18 de noviembre | 18:00 | 2.171  | Soto Grado      | 5 | 0 |
| U. D. Almería     | 1 – 1 | R. C. Deportivo de La Coruña | Juegos Mediterráneos | 19 de noviembre | 21:00 | 5.477  | Ávalos Barrera  | 2 | 0 |

| Granada C. F.                | 1 – 2 | Sporting de Gijón      | Los Cármenes              | 23 de noviembre | 21:00 | 10.035 | Ocón Arráiz                 | 9 | 0 |
| Nàstic de Tarragona          | 2 – 2 | U. D. Almería          | Nou Estadi                | 24 de noviembre | 16:00 | 8.436  | Pizarro Gómez               | 6 | 0 |
| R. C. Deportivo de La Coruña | 2 – 0 | C. A. Osasuna          | Riazor                    | 24 de noviembre | 18:00 | 13.511 | Gorostegui Fernández-Ortega | 6 | 0 |
| C. D. Lugo                   | 2 – 1 | Córdoba C. F.          | Anxo Carro                | 24 de noviembre | 18:00 | 2.639  | Arcediano Monescillo        | 4 | 0 |
| Cádiz C. F.                  | 4 – 1 | U. D. Las Palmas       | Ramón de Carranza         | 24 de noviembre | 20:30 | 12.517 | De la Fuente Ramos          | 3 | 0 |
| R. C. D. Mallorca            | 1 – 0 | C. D. Numancia         | Iberostar Estadio         | 25 de noviembre | 12:00 | 7.328  | Domínguez Cervantes         | 5 | 0 |
| Extremadura U. D.            | 1 – 0 | Málaga C. F.           | Francisco de la Hera      | 25 de noviembre | 16:00 | 7.708  | Iglesias Villanueva         | 6 | 0 |
| Real Oviedo                  | 3 – 0 | C. F. Reus Deportiu    | Carlos Tartiere           | 25 de noviembre | 18:00 | 15.017 | Figueroa Vázquez            | 5 | 0 |
| Elche C. F.                  | 0 – 1 | Albacete Balompié      | Martínez Valero           | 25 de noviembre | 18:00 | 12.867 | Milla Alvendiz              | 8 | 1 |
| C. D. Tenerife               | 2 – 1 | C. F. Rayo Majadahonda | Heliodoro Rodríguez López | 25 de noviembre | 20:00 | 11.683 | Díaz de Mera                | 8 | 0 |
| A. D. Alcorcón               | 2 – 0 | Real Zaragoza          | Santo Domingo             | 25 de noviembre | 20:30 | 2.908  | Sagués Oscoz                | 5 | 0 |

| Real Zaragoza          | 0 – 1 | Cádiz C. F.                  | La Romareda          | 30 de noviembre | 21:00 | 17.950 | Areces Franco   | 6 | 0 |
| Córdoba C. F.          | 1 – 1 | Elche C. F.                  | Nuevo Arcángel       | 1 de diciembre  | 16:00 | 9.875  | López Toca      | 8 | 0 |
| Málaga C. F.           | 0 – 1 | Granada C. F.                | La Rosaleda          | 1 de diciembre  | 18:00 | 22.988 | Soto Grado      | 4 | 0 |
| C. F. Reus             | 0 – 2 | R. C. D. Mallorca            | Camp Nou Municipal   | 1 de diciembre  | 18:00 | 2.619  | Vicandi Garrido | 4 | 0 |
| U. D. Almería          | 1 – 1 | Extremadura U. D             | Juegos Mediterráneos | 1 de diciembre  | 20:00 | 6.232  | Pérez Pallas    | 7 | 0 |
| Sporting de Gijón      | 2 – 1 | C. D. Tenerife               | El Molinón           | 1 de diciembre  | 20:30 | 19.035 | Ávalos Barrera  | 7 | 0 |
| C. F. Rayo Majadahonda | 0 – 0 | R. C. Deportivo de La Coruña | Cerro del Espino     | 2 de diciembre  | 12:00 | 2.812  | Trujillo Suárez | 4 | 0 |
| C. A. Osasuna          | 1 – 0 | C. D. Lugo                   | El Sadar             | 2 de diciembre  | 16:00 | 13.301 | Varón Aceitón   | 4 | 0 |
| Albacete Balompié      | 2 – 1 | A. D. Alcorcón               | Carlos Belmonte      | 2 de diciembre  | 18:00 | 10.470 | Pulido Santana  | 5 | 0 |
| C. D. Numancia         | 3 – 0 | Nàstic de Tarragona          | Los Pajaritos        | 2 de diciembre  | 18:00 | 3.002  | Ais Reig        | 3 | 0 |
| U. D. Las Palmas       | 0 – 0 | Real Oviedo                  | Gran Canaria         | 2 de diciembre  | 20:30 | 11.612 | Moreno Aragón   | 6 | 0 |

| C. D. Tenerife               | 0 – 0 | Extremadura U. D       | Heliodoro Rodríguez López | 7 de diciembre | 21:00 | 9.265  | De la Fuente Ramos          | 8 | 0 |
| R. C. Deportivo de La Coruña | 2 – 2 | C. D. Numancia         | Riazor                    | 8 de diciembre | 13:00 | 15.576 | Arcediano Monescillo        | 3 | 0 |
| Nàstic de Tarragona          | 0 – 1 | Granada C. F.          | Nou Estadi                | 8 de diciembre | 16:00 | 8.625  | Sagués Oscoz                | 5 | 0 |
| Albacete Balompié            | 2 – 2 | C. A. Osasuna          | Carlos Belmonte           | 8 de diciembre | 18:00 | 9.602  | Figueroa Vázquez            | 9 | 0 |
| R. C. D. Mallorca            | 1 – 2 | Málaga C. F.           | Iberostar Estadio         | 8 de diciembre | 18:00 | 9.463  | Gorostegui Fernández-Ortega | 6 | 0 |
| Real Oviedo                  | 1 – 2 | U. D. Almería          | Carlos Tartiere           | 8 de diciembre | 20:00 | 12.408 | Iglesias Villanueva         | 8 | 0 |
| A. D. Alcorcón               | 0 – 1 | C. F. Reus             | Santo Domingo             | 9 de diciembre | 12:00 | 3.236  | Ais Reig                    | 3 | 1 |
| Cádiz C. F.                  | 1 – 0 | C. F. Rayo Majadahonda | Ramón de Carranza         | 9 de diciembre | 16:00 | 13.258 | Ocón Arráiz                 | 2 | 0 |
| Elche C. F.                  | 0 – 0 | Sporting de Gijón      | Martínez Valero           | 9 de diciembre | 18:00 | 10.156 | Pizarro Gómez               | 8 | 0 |
| C. D. Lugo                   | 4 – 2 | U. D. Las Palmas       | Anxo Carro                | 9 de diciembre | 20:00 | 2.864  | Milla Alvendiz              | 8 | 0 |
| Real Zaragoza                | 0 – 0 | Córdoba C. F.          | La Romareda               | 9 de diciembre | 20:30 | 16.296 | Díaz de Mera                | 3 | 0 |

| Málaga C. F.                 | 1 – 0 | Cádiz C. F.         | La Rosaleda          | 14 de diciembre | 21:00 | 17.650 | Trujillo Suárez | 6 | 0 |
| Granada C. F.                | 1 – 0 | Real Oviedo         | Los Cármenes         | 15 de diciembre | 16:00 | 10.373 | Pérez Pallas    | 4 | 0 |
| C. D. Numancia               | 1 – 2 | Albacete Balompié   | Los Pajaritos        | 15 de diciembre | 18:00 | 2.884  | López Toca      | 8 | 0 |
| C. F. Reus                   | 1 – 1 | Córdoba C. F.       | Camp Nou Municipal   | 15 de diciembre | 18:00 | 3.820  | Varón Aceitón   | 5 | 0 |
| Sporting de Gijón            | 1 – 0 | R. C. D. Mallorca   | El Molinón           | 15 de diciembre | 20:00 | 18.170 | Moreno Aragón   | 6 | 0 |
| C. F. Rayo Majadahonda       | 1 – 3 | Elche C. F.         | Cerro del Espino     | 16 de diciembre | 12:00 | 1.764  | Ávalos Barrera  | 4 | 0 |
| C. A. Osasuna                | 2 – 1 | A. D. Alcorcón      | El Sadar             | 16 de diciembre | 16:00 | 13.437 | Areces Franco   | 6 | 0 |
| Extremadura U. D             | 0 – 1 | Nàstic de Tarragona | Francisco de la Hera | 16 de diciembre | 18:00 | 10.704 | Vicandi Garrido | 9 | 0 |
| U. D. Las Palmas             | 1 – 1 | C. D. Tenerife      | Gran Canaria         | 16 de diciembre | 18:00 | 19.190 | Sagués Oscoz    | 9 | 0 |
| U. D. Almería                | 1 – 1 | C. D. Lugo          | Juegos Mediterráneos | 16 de diciembre | 20:00 | 6.160  | Soto Grado      | 7 | 1 |
| R. C. Deportivo de La Coruña | 3 – 1 | Real Zaragoza       | Riazor               | 16 de diciembre | 20:30 | 14.276 | Pulido Santana  | 6 | 0 |

| C. D. Tenerife    | 1 – 1 | Granada C. F.                | Heliodoro Rodríguez López | 21 de diciembre | 19:00 | 8.806  | Pizarro Gómez               | 5 | 0 |
| R. C. D. Mallorca | 2 – 0 | Nàstic de Tarragona          | Iberostar Estadio         | 21 de diciembre | 21:00 | 5.988  | Figueroa Vázquez            | 3 | 0 |
| C. D. Lugo        | 0 – 0 | Sporting de Gijón            | Anxo Carro                | 22 de diciembre | 13:00 | 5.515  | Gorostegui Fernández-Ortega | 6 | 0 |
| Real Oviedo       | 0 – 0 | Málaga C. F.                 | Carlos Tartiere           | 22 de diciembre | 16:00 | 12.736 | Arcediano Monescillo        | 3 | 0 |
| Real Zaragoza     | 2 – 1 | Extremadura U. D             | La Romareda               | 22 de diciembre | 18:00 | 23.222 | Ocón Arráiz                 | 3 | 0 |
| Elche C. F.       | 2 – 2 | U. D. Almería                | Martínez Valero           | 22 de diciembre | 20:00 | 7.454  | De la Fuente Ramos          | 7 | 0 |
| Córdoba C. F.     | 4 – 1 | U. D. Las Palmas             | Nuevo Arcángel            | 22 de diciembre | 20:30 | 8.548  | Iglesias Villanueva         | 4 | 0 |
| Cádiz C. F.       | 3 – 0 | R. C. Deportivo de La Coruña | Ramón de Carranza         | 22 de diciembre | 20:45 | 14.126 | Díaz de Mera                | 6 | 0 |
| C. F. Reus        | 0 – 1 | C. A. Osasuna                | Camp Nou Municipal        | 23 de diciembre | 12:00 | 3.516  | Pulido Santana              | 9 | 0 |
| Albacete Balompié | 1 – 0 | C. F. Rayo Majadahonda       | Carlos Belmonte           | 23 de diciembre | 16:00 | 10.023 | Ais Reig                    | 6 | 0 |
| A. D. Alcorcón    | 1 – 1 | C. D. Numancia               | Santo Domingo             | 23 de diciembre | 18:00 | 3.273  | Milla Alvendiz              | 5 | 0 |

| Granada C. F.                | 1 – 1 | Albacete Balompié | Los Cármenes              | 4 de enero | 21:00 | 11.991 | Areces Franco       | 3  | 0 |
| C. D. Tenerife               | 2 – 1 | Elche C. F.       | Heliodoro Rodríguez López | 4 de enero | 21:00 | 9.818  | Vicandi Garrido     | 9  | 0 |
| Extremadura U. D             | 3 – 0 | A. D. Alcorcón    | Francisco de la Hera      | 5 de enero | 16:00 | 8.890  | Sagués Oscoz        | 6  | 0 |
| Sporting de Gijón            | 1 – 2 | Real Zaragoza     | El Molinón                | 5 de enero | 16:00 | 22.106 | Soto Grado          | 5  | 0 |
| U. D. Almería                | 2 – 0 | R. C. D. Mallorca | Juegos Mediterráneos      | 6 de enero | 12:00 | 5.796  | Trujillo Suárez     | 5  | 0 |
| R. C. Deportivo de La Coruña | 0 – 0 | C. D. Lugo        | Riazor                    | 6 de enero | 17:30 | 21.516 | Ávalos Barrera      | 12 | 0 |
| C. A. Osasuna                | 2 – 1 | Cádiz C. F.       | El Sadar                  | 6 de enero | 18:00 | 14.940 | Moreno Aragón       | 4  | 0 |
| Nàstic de Tarragona          | 1 – 0 | Córdoba C. F.     | Nou Estadi                | 6 de enero | 18:00 | 5.211  | Pérez Pallas        | 4  | 1 |
| Málaga C. F.                 | 0 – 3 | C. F. Reus        | La Rosaleda               | 6 de enero | 20:00 | 16.058 | López Toca          | 0  | 3 |
| C. D. Numancia               | 2 – 3 | Real Oviedo       | Los Pajaritos             | 7 de enero | 18:00 | 3.183  | Varón Aceitón       | 4  | 0 |
| C. F. Rayo Majadahonda       | 0 – 0 | U. D. Las Palmas  | Cerro del Espino          | 7 de enero | 21:00 | 2.932  | Domínguez Cervantes | 7  | 0 |

| Cádiz C. F.       | 0 – 0 | Granada C. F.                | Ramón de Carranza  | 11 de enero | 21:00 | 12.538 | Pulido Santana              | 1 | 0 |
| Albacete Balompié | 1 – 1 | Sporting de Gijón            | Carlos Belmonte    | 12 de enero | 16:00 | 10.837 | Milla Alvendiz              | 4 | 0 |
| U. D. Las Palmas  | 4 – 1 | C. A. Osasuna                | Gran Canaria       | 12 de enero | 18:00 | 11.005 | De la Fuente Ramos          | 7 | 0 |
| C. F. Reus        | 1 – 1 | C. D. Numancia               | Camp Nou Municipal | 12 de enero | 18:00 | 2.629  | Ocón Arráiz                 | 8 | 0 |
| Real Oviedo       | 1 – 0 | C. D. Tenerife               | Carlos Tartiere    | 12 de enero | 20:30 | 11.554 | Díaz de Mera                | 8 | 0 |
| R. C. D. Mallorca | 1 – 0 | R. C. Deportivo de La Coruña | Iberostar Estadio  | 12 de enero | 20:30 | 7.593  | Ais Reig                    | 2 | 0 |
| Córdoba C. F.     | 1 – 1 | C. F. Rayo Majadahonda       | Nuevo Arcángel     | 13 de enero | 12:00 | 10.651 | Arcediano Monescillo        | 6 | 0 |
| A. D. Alcorcón    | 0 – 0 | U. D. Almería                | Santo Domingo      | 13 de enero | 16:00 | 2.950  | Gorostegui Fernández-Ortega | 3 | 0 |
| C. D. Lugo        | 1 – 1 | Extremadura U. D             | Anxo Carro         | 13 de enero | 18:00 | 3.019  | Figueroa Vázquez            | 6 | 0 |
| Real Zaragoza     | 0 – 2 | Málaga C. F.                 | La Romareda        | 13 de enero | 18:00 | 24.898 | Pizarro Gómez               | 5 | 0 |
| Elche C. F.       | 1 – 0 | Nàstic de Tarragona          | Martínez Valero    | 13 de enero | 20:00 | 7.248  | Iglesias Villanueva         | 6 | 0 |

| U. D. Almería                | 0 – 0 | Cádiz C. F.         | Juegos Mediterráneos      | 19 de enero         | 16:00               | 7.716               | López Toca          | 8                   | 0                   |
| C. F. Rayo Majadahonda       | 2 – 2 | Real Zaragoza       | Cerro del Espino          | 19 de enero         | 18:00               | 2.907               | Pérez Pallas        | 3                   | 0                   |
| C. D. Numancia               | 3 – 2 | Córdoba C. F.       | Los Pajaritos             | 19 de enero         | 18:00               | 4.302               | Ávalos Barrera      | 4                   | 0                   |
| Málaga C. F.                 | 2 – 1 | C. D. Lugo          | La Rosaleda               | 19 de enero         | 20:30               | 12.758              | Moreno Aragón       | 3                   | 1                   |
| C. A. Osasuna                | 2 – 0 | R. C. D. Mallorca   | El Sadar                  | 20 de enero         | 12:00               | 14.278              | Sagués Oscoz        | 5                   | 0                   |
| Sporting de Gijón            | 2 – 0 | A. D. Alcorcón      | El Molinón                | 20 de enero         | 16:00               | 17.104              | Trujillo Suárez     | 6                   | 0                   |
| R. C. Deportivo de La Coruña | 2 – 0 | Albacete Balompié   | Riazor                    | 20 de enero         | 18:00               | 16.446              | Vicandi Garrido     | 2                   | 0                   |
| C. D. Tenerife               | 2 – 0 | Nàstic de Tarragona | Heliodoro Rodríguez López | 20 de enero         | 18:00               | 11.358              | Varón Aceitón       | 2                   | 0                   |
| Extremadura U. D             | 0 – 2 | Real Oviedo         | Francisco de la Hera      | 20 de enero         | 20:00               | 8.724               | Domínguez Cervantes | 5                   | 0                   |
| Granada C. F.                | 2 – 1 | Elche C. F.         | Los Cármenes              | 21 de enero         | 21:00               | 8.306               | Soto Grado          | 5                   | 0                   |
| C. F. Reus                   | 0 – 1 | U. D. Las Palmas    | Victoria adjudicada       | Victoria adjudicada | Victoria adjudicada | Victoria adjudicada | Victoria adjudicada | Victoria adjudicada | Victoria adjudicada |

| Real Zaragoza       | 2 – 0 | Real Oviedo                  | La Romareda               | 25 de enero         | 21:00               | 17.759              | Figueroa Vázquez            | 1                   | 0                   |
| U. D. Almería       | 0 – 1 | C. A. Osasuna                | Juegos Mediterráneos      | 26 de enero         | 16:00               | 7.015               | Pizarro Gómez               | 6                   | 0                   |
| Elche C. F.         | 1 – 1 | C. D. Numancia               | Martínez Valero           | 26 de enero         | 18:00               | 9.621               | Gorostegui Fernández-Ortega | 3                   | 0                   |
| C. D. Lugo          | 3 – 2 | C. F. Rayo Majadahonda       | Juegos Mediterráneos      | 26 de enero         | 18:00               | 3.357               | De la Fuente Ramos          | 6                   | 0                   |
| Cádiz C. F.         | 1 – 1 | R. C. D. Mallorca            | Ramón de Carranza         | 26 de enero         | 20:30               | 13.496              | Arcediano Monescillo        | 9                   | 2                   |
| C. D. Tenerife      | 0 – 0 | Málaga C. F.                 | Heliodoro Rodríguez López | 26 de enero         | 20:30               | 14.366              | Ais Reig                    | 3                   | 0                   |
| Granada C. F.       | 0 – 0 | Extremadura U. D             | Los Cármenes              | 27 de enero         | 16:00               | 11.391              | Díaz de Mera Escuderos      | 4                   | 1                   |
| A. D. Alcorcón      | 2 – 1 | Córdoba C. F.                | Santo Domingo             | 27 de enero         | 18:00               | 2.951               | Ocón Arráiz                 | 5                   | 0                   |
| Sporting de Gijón   | 1 – 2 | R. C. Deportivo de La Coruña | El Molinón                | 27 de enero         | 18:00               | 20.740              | Pulido Santan               | 6                   | 0                   |
| Nàstic de Tarragona | 0 – 0 | U. D. Las Palmas             | Nou Estadi                | 27 de enero         | 20:00               | 2.944               | Milla Alvendiz              | 7                   | 0                   |
| Albacete Balompié   | 1 – 0 | C. F. Reus                   | Victoria adjudicada       | Victoria adjudicada | Victoria adjudicada | Victoria adjudicada | Victoria adjudicada         | Victoria adjudicada | Victoria adjudicada |

| Málaga C. F.                 | 1 – 1 | U. D. Almería       | La Rosaleda          | 1 de febrero        | 21:00               | 13.313              | Areces Franco       | 5                   | 0                   |
| C. D. Numancia               | 3 – 0 | C. D. Lugo          | Los Pajaritos        | 2 de febrero        | 16:00               | 2.689               | Domínguez Cervantes | 5                   | 1                   |
| C. F. Rayo Majadahonda       | 1 – 0 | Nàstic de Tarragona | Cerro del Espino     | 2 de febrero        | 18:00               | 3.054               | Vicandi Garrido     | 7                   | 0                   |
| Córdoba C. F.                | 1 – 3 | Albacete Balompié   | Nuevo Arcángel       | 2 de febrero        | 18:00               | 12.003              | Moreno Aragón       | 5                   | 0                   |
| R. C. Deportivo de La Coruña | 0 – 0 | C. D. Tenerife      | Riazor               | 2 de febrero        | 20:30               | 18.188              | López Toca          | 6                   | 0                   |
| R. C. D. Mallorca            | 2 – 0 | A. D. Alcorcón      | Iberostar Estadio    | 3 de febrero        | 12:00               | 7.551               | Soto Grado          | 7                   | 0                   |
| Real Oviedo                  | 2 – 1 | Cádiz C. F.         | Carlos Tartiere      | 3 de febrero        | 16:00               | 12.738              | Sagués Oscoz        | 7                   | 0                   |
| C. A. Osasuna                | 1 – 0 | Granada C. F.       | El Sadar             | 3 de febrero        | 18:00               | 15.083              | Trujillo Suárez     | 8                   | 0                   |
| Extremadura U. D             | 0 – 3 | Sporting de Gijón   | Francisco de la Hera | 3 de febrero        | 20:00               | 10.440              | Varón Aceitón       | 6                   | 0                   |
| U. D. Las Palmas             | 1 – 1 | Real Zaragoza       | Gran Canaria         | 4 de febrero        | 21:00               | 10.722              | Iglesias Villanueva | 11                  | 0                   |
| C. F. Reus                   | 0 – 1 | Elche C. F.         | Victoria adjudicada  | Victoria adjudicada | Victoria adjudicada | Victoria adjudicada | Victoria adjudicada | Victoria adjudicada | Victoria adjudicada |

| Sporting de Gijón   | 0 – 2 | C. A. Osasuna                | El Molinón                | 8 de febrero        | 21:00               | 17.806              | Ais Reig                    | 2                   | 0                   |
| Elche C. F.         | 1 – 2 | Real Oviedo                  | Martínez Valero           | 9 de febrero        | 18:00               | 9.298               | Arcediano Monescillo        | 5                   | 0                   |
| Extremadura U. D    | 1 – 1 | C. F. Rayo Majadahonda       | Francisco de la Hera      | 9 de febrero        | 18:00               | 11.069              | Milla Alvendiz              | 5                   | 0                   |
| C. D. Tenerife      | 0 – 2 | Córdoba C. F.                | Heliodoro Rodríguez López | 9 de febrero        | 20:00               | 12.532              | De la Fuente Ramos          | 10                  | 0                   |
| C. D. Lugo          | 1 – 2 | Real Zaragoza                | Anxo Carro                | 9 de febrero        | 20:30               | 2.998               | Pulido Santana              | 6                   | 0                   |
| A. D. Alcorcón      | 1 – 2 | Cádiz C. F.                  | Santo Domingo             | 10 de febrero       | 12:00               | 3.765               | Ávalos Barrera              | 5                   | 0                   |
| Albacete Balompié   | 2 – 0 | R. C. D. Mallorca            | Carlos Belmonte           | 10 de febrero       | 16:00               | 11.825              | Gorostegui Fernández-Ortega | 3                   | 1                   |
| U. D. Almería       | 1 – 0 | C. D. Numancia               | Juegos Mediterráneos      | 10 de febrero       | 18:00               | 7.356               | Díaz de Mera                | 8                   | 1                   |
| Granada C. F.       | 0 – 1 | R. C. Deportivo de La Coruña | Los Cármenes              | 10 de febrero       | 18:00               | 13.128              | Pizarro Gómez               | 9                   | 2                   |
| Málaga C. F.        | 0 – 0 | U. D. Las Palmas             | La Rosaleda               | 10 de febrero       | 20:00               | 15.842              | Ocón Arráiz                 | 6                   | 1                   |
| Nàstic de Tarragona | 1 – 0 | C. F. Reus                   | Victoria adjudicada       | Victoria adjudicada | Victoria adjudicada | Victoria adjudicada | Victoria adjudicada         | Victoria adjudicada | Victoria adjudicada |

| Córdoba C. F.                | 1 – 2 | Granada C. F.       | Nuevo Arcángel      | 15 de febrero       | 21:00               | 14.242              | Sagués Oscoz        | 4                   | 0                   |
| R. C. Deportivo de La Coruña | 1 – 1 | Nàstic de Tarragona | Riazor              | 16 de febrero       | 16:00               | 16.818              | Soto Grado          | 4                   | 0                   |
| Elche C. F.                  | 2 – 0 | Extremadura U. D    | Martínez Valero     | 16 de febrero       | 18:00               | 9.479               | López Toca          | 7                   | 0                   |
| Real Zaragoza                | 0 – 0 | Albacete Balompié   | La Romareda         | 16 de febrero       | 18:00               | 25.977              | Trujillo Suárez     | 2                   | 0                   |
| Real Oviedo                  | 1 – 0 | A. D. Alcorcón      | Carlos Tartiere     | 16 de febrero       | 20:00               | 14.405              | Varón Aceitón       | 4                   | 0                   |
| Cádiz C. F.                  | 2 – 0 | C. D. Tenerife      | Ramón de Carranza   | 16 de febrero       | 20:30               | 12.939              | Vicandi Garrido     | 7                   | 0                   |
| R. C. D. Mallorca            | 3 – 0 | C. D. Lugo          | Iberostar Estadio   | 17 de febrero       | 12:00               | 7.433               | Areces Franco       | 6                   | 0                   |
| C. D. Numancia               | 1 – 1 | C. A. Osasuna       | Los Pajaritos       | 17 de febrero       | 16:00               | 6.024               | Figueroa Vázquez    | 9                   | 0                   |
| C. F. Rayo Majadahonda       | 0 – 1 | Málaga C. F.        | Cerro del Espino    | 17 de febrero       | 18:00               | 3.137               | Iglesias Villanueva | 4                   | 0                   |
| U. D. Las Palmas             | 1 – 0 | Sporting de Gijón   | Gran Canaria        | 17 de febrero       | 20:30               | 12.277              | Pérez Pallas        | 6                   | 0                   |
| C. F. Reus                   | 0 – 1 | U. D. Almería       | Victoria adjudicada | Victoria adjudicada | Victoria adjudicada | Victoria adjudicada | Victoria adjudicada | Victoria adjudicada | Victoria adjudicada |

| C. D. Tenerife      | 2 – 2 | R. C. D. Mallorca            | Heliodoro Rodríguez López | 22 de febrero       | 21:00               | 9.666               | Ocón Arráiz                 | 7                   | 0                   |
| Albacete Balompié   | 0 – 0 | Real Oviedo                  | Carlos Belmonte           | 23 de febrero       | 16:00               | 11.457              | De la Fuente Ramos          | 6                   | 0                   |
| Nàstic de Tarragona | 2 – 3 | Cádiz C. F.                  | Nou Estadi                | 23 de febrero       | 18:00               | 7.494               | Moreno Aragón               | 6                   | 0                   |
| A. D. Alcorcón      | 2 – 0 | U. D. Las Palmas             | Santo Domingo             | 23 de febrero       | 20:00               | 3.225               | Arcediano Monescillo        | 5                   | 0                   |
| C. A. Osasuna       | 1 – 0 | Real Zaragoza                | El Sadar                  | 23 de febrero       | 20:30               | 16.750              | Ávalos Barrera              | 4                   | 0                   |
| Sporting de Gijón   | 2 – 3 | C. F. Rayo Majadahonda       | El Molinón                | 24 de febrero       | 12:00               | 17.296              | Domínguez Cervantes         | 6                   | 0                   |
| U. D. Almería       | 3 – 1 | Córdoba C. F.                | Juegos Mediterráneos      | 24 de febrero       | 16:00               | 8.571               | Pulido Santana              | 2                   | 0                   |
| Málaga C. F.        | 0 – 0 | R. C. Deportivo de La Coruña | La Rosaleda               | 24 de febrero       | 18:00               | 22.414              | Gorostegui Fernández-Ortega | 7                   | 0                   |
| C. D. Lugo          | 2 – 2 | Elche C. F.                  | Anxo Carro                | 24 de febrero       | 18:00               | 3.670               | Díaz de Mera                | 4                   | 0                   |
| Extremadura U. D    | 0 – 1 | C. D. Numancia               | Francisco de la Hera      | 24 de febrero       | 20:00               | 10.873              | Ais Reig                    | 4                   | 0                   |
| Granada C. F.       | 1 – 0 | C. F. Reus                   | Victoria adjudicada       | Victoria adjudicada | Victoria adjudicada | Victoria adjudicada | Victoria adjudicada         | Victoria adjudicada | Victoria adjudicada |

| Cádiz C. F.                  | 1 – 0 | Albacete Balompié   | Ramón de Carranza   | 2 de marzo          | 16:00               | 13.515              | Iglesias Villanueva | 6                   | 0                   |
| C. A. Osasuna                | 1 – 0 | Nàstic de Tarragona | El Sadar            | 2 de marzo          | 18:00               | 15.389              | López Toca          | 3                   | 0                   |
| Córdoba C. F.                | 1 – 1 | Málaga C. F.        | Nuevo Arcángel      | 2 de marzo          | 18:00               | 13.885              | Vicandi Garrido     | 8                   | 0                   |
| R. C. D. Mallorca            | 1 – 1 | Elche C. F.         | Iberostar Estadio   | 3 de marzo          | 12:00               | 7.335               | Pizarro Gómez       | 11                  | 0                   |
| C. D. Numancia               | 1 – 2 | Sporting de Gijón   | Los Pajaritos       | 3 de marzo          | 16:00               | 4.071               | Trujillo Suárez     | 7                   | 0                   |
| Real Oviedo                  | 1 – 1 | C. D. Lugo          | Carlos Tartiere     | 3 de marzo          | 18:00               | 15.655              | Figueroa Vázquez    | 1                   | 0                   |
| C. F. Rayo Majadahonda       | 0 – 3 | Granada C. F.       | Cerro del Espino    | 3 de marzo          | 18:00               | 2.891               | Areces Franco       | 0                   | 0                   |
| U. D. Las Palmas             | 1 – 1 | Extremadura U. D    | Gran Canaria        | 3 de marzo          | 20:00               | 10.892              | Sagués Oscoz        | 8                   | 0                   |
| Real Zaragoza                | 1 – 2 | U. D. Almería       | La Romareda         | 3 de marzo          | 20:30               | 20.400              | Varón Aceitón       | 6                   | 1                   |
| R. C. Deportivo de La Coruña | 2 – 2 | A. D. Alcorcón      | Riazor              | 4 de marzo          | 21:00               | 15.901              | Milla Alvendiz      | 6                   | 0                   |
| C. F. Reus                   | 0 – 1 | C. D. Tenerife      | Victoria adjudicada | Victoria adjudicada | Victoria adjudicada | Victoria adjudicada | Victoria adjudicada | Victoria adjudicada | Victoria adjudicada |

| R. C. D. Mallorca            | 1 – 0 | Real Oviedo         | Iberostar Estadio         | 9 de marzo          | 16:00               | 8.032               | Moreno Aragón               | 7                   | 0                   |
| Sporting de Gijón            | 1 – 0 | U. D. Almería       | El Molinón                | 9 de marzo          | 18:00               | 17.490              | Arcediano Monescillo        | 5                   | 0                   |
| Nàstic de Tarragona          | 1 – 0 | Albacete Balompié   | Nou Estadi                | 9 de marzo          | 20:00               | 4.118               | Ocón Arráiz                 | 5                   | 0                   |
| Elche C. F                   | 1 – 0 | Cádiz C. F.         | Martínez Valero           | 9 de marzo          | 20:30               | 10.005              | Soto Grado                  | 6                   | 1                   |
| C. F. Rayo Majadahonda       | 2 – 0 | A. D. Alcorcón      | Cerro del Espino          | 10 de marzo         | 12:00               | 3.081               | Pulido Santana              | 6                   | 0                   |
| Extremadura U. D             | 3 – 0 | Córdoba C. F.       | Francisco de la Hera      | 10 de marzo         | 16:00               | 11.483              | Gorostegui Fernández-Ortega | 8                   | 0                   |
| Granada C. F.                | 1 – 0 | Real Zaragoza       | Los Cármenes              | 10 de marzo         | 18:00               | 13.139              | Ais Reig                    | 4                   | 0                   |
| C. D. Tenerife               | 1 – 1 | C. D. Numancia      | Heliodoro Rodríguez López | 10 de marzo         | 18:00               | 9.337               | Pérez Pallas                | 7                   | 0                   |
| R. C. Deportivo de La Coruña | 0 – 1 | U. D. Las Palmas    | Riazor                    | 10 de marzo         | 20:00               | 16.215              | De la Fuente Ramos          | 6                   | 1                   |
| Málaga C. F.                 | 1 – 2 | C. A. Osasuna       | La Rosaleda               | 11 de marzo         | 21:00               | 22.178              | Díaz de Mera Escuderos      | 8                   | 0                   |
| C. D. Lugo                   | 1 – 0 | C. F. Reus Deportiu | Victoria adjudicada       | Victoria adjudicada | Victoria adjudicada | Victoria adjudicada | Victoria adjudicada         | Victoria adjudicada | Victoria adjudicada |

| Albacete Balompié   | 1 – 0 | Extremadura U. D             | Carlos Belmonte      | 16 de marzo         | 16:00               | 9.814               | Areces Franco       | 7                   | 0                   |
| Cádiz C. F.         | 1 – 1 | C. D. Lugo                   | Ramón de Carranza    | 16 de marzo         | 18:00               | 12.595              | López Toca          | 5                   | 0                   |
| A. D. Alcorcón      | 1 – 1 | C. D. Tenerife               | Santo Domingo        | 16 de marzo         | 20:30               | 2.742               | Domínguez Cervantes | 9                   | 0                   |
| Real Zaragoza       | 1 – 0 | Elche C. F                   | La Romareda          | 16 de marzo         | 20:30               | 20.833              | Milla Alvendiz      | 7                   | 0                   |
| Real Oviedo         | 2 – 0 | Nàstic de Tarragona          | Carlos Tartiere      | 17 de marzo         | 12:00               | 12.354              | Pizarro Gómez       | 3                   | 0                   |
| Córdoba C. F.       | 1 – 2 | Sporting de Gijón            | Nuevo Arcángel       | 17 de marzo         | 16:00               | 10.196              | Ávalos Barrera      | 6                   | 0                   |
| U. D. Almería       | 0 – 0 | Granada C. F.                | Juegos Mediterráneos | 17 de marzo         | 18:00               | 13.273              | Vicandi Garrido     | 6                   | 0                   |
| C. A. Osasuna       | 3 – 0 | C. F. Rayo Majadahonda       | El Sadar             | 17 de marzo         | 18:00               | 16.048              | Varón Aceitón       | 3                   | 0                   |
| U. D. Las Palmas    | 1 – 2 | R. C. D. Mallorca            | Gran Canaria         | 17 de marzo         | 20:00               | 14.594              | Figueroa Vázquez    | 3                   | 0                   |
| C. D. Numancia      | 1 – 1 | Málaga C. F.                 | Los Pajaritos        | 18 de marzo         | 21:00               | 2.576               | Sagués Oscoz        | 7                   | 0                   |
| C. F. Reus Deportiu | 0 – 1 | R. C. Deportivo de La Coruña | Victoria adjudicada  | Victoria adjudicada | Victoria adjudicada | Victoria adjudicada | Victoria adjudicada | Victoria adjudicada | Victoria adjudicada |

| R. C. Deportivo de La Coruña | 0 – 0 | U. D. Almería       | Riazor                    | 22 de marzo         | 21:00               | 16.086              | Trujillo Suárez             | 6                   | 0                   |
| C. D. Tenerife               | 3 – 2 | C. A. Osasuna       | Heliodoro Rodríguez López | 22 de marzo         | 21:00               | 9.268               | Iglesias Villanueva         | 7                   | 0                   |
| Elche C. F                   | 3 – 1 | A. D. Alcorcón      | Martínez Valero           | 23 de marzo         | 16:00               | 9.329               | Gorostegui Fernández-Ortega | 7                   | 0                   |
| C. D. Lugo                   | 0 – 3 | Albacete Balompié   | Anxo Carro                | 23 de marzo         | 18:00               | 3.626               | Ais Reig                    | 5                   | 0                   |
| C. F. Rayo Majadahonda       | 4 – 0 | C. D. Numancia      | Cerro del Espino          | 24 de marzo         | 12:00               | 3.047               | Arcediano Monescillo        | 10                  | 0                   |
| Nàstic de Tarragona          | 0 – 1 | Málaga C. F.        | Nou Estadi                | 24 de marzo         | 16:00               | 6.212               | Pulido Santana              | 4                   | 0                   |
| Cádiz C. F.                  | 1 – 1 | Córdoba C. F.       | Ramón de Carranza         | 24 de marzo         | 18:00               | 13.615              | Pérez Pallas                | 3                   | 0                   |
| Granada C. F.                | 1 – 1 | U. D. Las Palmas    | Los Cármenes              | 24 de marzo         | 20:00               | 11.253              | Moreno Aragón               | 9                   | 0                   |
| Sporting de Gijón            | 1 – 0 | Real Oviedo         | El Molinón                | 24 de marzo         | 20:45               | 26.748              | Díaz de Mera                | 13                  | 0                   |
| R. C. D. Mallorca            | 3 – 0 | Real Zaragoza       | Iberostar Estadio         | 25 de marzo         | 21:00               | 7.837               | De la Fuente Ramos          | 5                   | 0                   |
| Extremadura U. D             | 1 – 0 | C. F. Reus Deportiu | Victoria adjudicada       | Victoria adjudicada | Victoria adjudicada | Victoria adjudicada | Victoria adjudicada         | Victoria adjudicada | Victoria adjudicada |

| Málaga C. F.        | 1 – 1 | Sporting de Gijón            | La Rosaleda          | 29 de marzo         | 21:00               | 17.055              | Pizarro Gómez       | 12                  | 1                   |
| U. D. Almería       | 2 – 2 | C. F. Rayo Majadahonda       | Juegos Mediterráneos | 30 de marzo         | 16:00               | 6.955               | Ávalos Barrera      | 6                   | 0                   |
| C. D. Numancia      | 2 – 1 | Granada C. F.                | Los Pajaritos        | 30 de marzo         | 19:00               | 3.096               | Ocón Arráiz         | 6                   | 0                   |
| Albacete Balompié   | 2 – 2 | C. D. Tenerife               | Carlos Belmonte      | 30 de marzo         | 20:30               | 10.250              | Figueroa Vázquez    | 2                   | 0                   |
| Córdoba C. F.       | 3 – 2 | R. C. D. Mallorca            | Nuevo Arcángel       | 31 de marzo         | 12:00               | 8.202               | López Toca          | 5                   | 0                   |
| C. A. Osasuna       | 1 – 0 | Extremadura U. D             | El Sadar             | 31 de marzo         | 16:00               | 16.107              | Domínguez Cervantes | 6                   | 0                   |
| A. D. Alcorcón      | 0 – 0 | C. D. Lugo                   | Santo Domingo        | 31 de marzo         | 18:00               | 2.599               | Varón Aceitón       | 6                   | 0                   |
| Real Oviedo         | 1 – 1 | R. C. Deportivo de La Coruña | Carlos Tartiere      | 31 de marzo         | 18:00               | 18.074              | Soto Grado          | 5                   | 0                   |
| U. D. Las Palmas    | 0 – 1 | Elche C. F                   | Gran Canaria         | 31 de marzo         | 20:00               | 10.339              | Areces Franco       | 8                   | 0                   |
| Real Zaragoza       | 3 – 0 | Nàstic de Tarragona          | La Romareda          | 1 de abril          | 21:00               | 14.912              | Sagués Oscoz        | 6                   | 0                   |
| C. F. Reus Deportiu | 0 – 1 | Cádiz C. F.                  | Victoria adjudicada  | Victoria adjudicada | Victoria adjudicada | Victoria adjudicada | Victoria adjudicada | Victoria adjudicada | Victoria adjudicada |

| C. D. Tenerife               | 0 – 1 | Sporting de Gijón      | Heliodoro Rodríguez López | 5 de abril          | 21:00               | 10.083              | Moreno Aragón               | 8                   | 0                   |
| R. C. Deportivo de La Coruña | 0 – 2 | C. F. Rayo Majadahonda | Riazor                    | 6 de abril          | 16:00               | 15.658              | Gorostegui Fernández-Ortega | 5                   | 0                   |
| Granada C. F.                | 1 – 0 | Málaga C. F.           | Los Cármenes              | 6 de abril          | 18:00               | 15.211              | Trujillo Suárez             | 8                   | 0                   |
| Extremadura U. D             | 1 – 0 | U. D. Almería          | Francisco de la Hera      | 6 de abril          | 18:00               | 9.754               | Pulido Santana              | 2                   | 0                   |
| Real Oviedo                  | 1 – 1 | U. D. Las Palmas       | Carlos Tartiere           | 6 de abril          | 20:30               | 12.022              | Ais Reig                    | 3                   | 0                   |
| A. D. Alcorcón               | 0 – 1 | Albacete Balompié      | Santo Domingo             | 7 de abril          | 12:00               | 3.902               | Milla Alvendiz              | 13                  | 0                   |
| C. D. Lugo                   | 2 – 2 | C. A. Osasuna          | Anxo Carro                | 7 de abril          | 16:00               | 3.572               | Arcediano Monescillo        | 7                   | 0                   |
| Nàstic de Tarragona          | 2 – 0 | C. D. Numancia         | Nou Estadi                | 7 de abril          | 18:00               | 4.118               | Vicandi Garrido             | 6                   | 0                   |
| Elche C. F.                  | 1 – 0 | Córdoba C. F.          | Martínez Valero           | 7 de abril          | 20:00               | 9.392               | Iglesias Villanueva         | 7                   | 0                   |
| Cádiz C. F.                  | 3 – 3 | Real Zaragoza          | Ramón de Carranza         | 8 de abril          | 21:00               | 10.401              | Díaz de Mera                | 9                   | 0                   |
| R. C. D. Mallorca            | 1 – 0 | C. F. Reus Deportiu    | Victoria adjudicada       | Victoria adjudicada | Victoria adjudicada | Victoria adjudicada | Victoria adjudicada         | Victoria adjudicada | Victoria adjudicada |

| Sporting de Gijón      | 1 – 0 | Granada C. F.                | El Molinón           | 12 de abril         | 21:00               | 20.052              | Sagués Oscoz        | 8                   | 0                   |
| Málaga C. F.           | 1 – 2 | Extremadura U. D             | La Rosaleda          | 13 de abril         | 16:00               | 18.910              | Ávalos Barrera      | 3                   | 0                   |
| U. D. Almería          | 3 – 0 | Nàstic de Tarragona          | Juegos Mediterráneos | 13 de abril         | 18:00               | 6.133               | Areces Franco       | 2                   | 0                   |
| C. A. Osasuna          | 2 – 1 | R. C. Deportivo de La Coruña | El Sadar             | 13 de abril         | 18:00               | 16.383              | Figueroa Vázquez    | 6                   | 0                   |
| C. F. Rayo Majadahonda | 1 – 3 | C. D. Tenerife               | Cerro del Espino     | 13 de abril         | 20:30               | 2.716               | Soto Grado          | 7                   | 0                   |
| Albacete Balompié      | 1 – 1 | Elche C. F                   | Carlos Belmonte      | 14 de abril         | 12:00               | 13.323              | Domínguez Cervantes | 6                   | 0                   |
| C. D. Numancia         | 1 – 1 | R. C. D. Mallorca            | Los Pajaritos        | 14 de abril         | 16:00               | 3.008               | Pizarro Gómez       | 6                   | 0                   |
| Córdoba C. F.          | 0 – 4 | C. D. Lugo                   | Nuevo Arcángel       | 14 de abril         | 18:00               | 9.786               | Ocón Arráiz         | 4                   | 0                   |
| U. D. Las Palmas       | 0 – 3 | Cádiz C. F.                  | Gran Canaria         | 14 de abril         | 20:00               | 10.188              | Varón Aceitón       | 5                   | 0                   |
| Real Zaragoza          | 0 – 2 | A. D. Alcorcón               | La Romareda          | 14 de abril         | 20:30               | 20.650              | Pérez Pallas        | 6                   | 0                   |
| C. F. Reus Deportiu    | 0 – 1 | Real Oviedo                  | Victoria adjudicada  | Victoria adjudicada | Victoria adjudicada | Victoria adjudicada | Victoria adjudicada | Victoria adjudicada | Victoria adjudicada |

| A. D. Alcorcón               | 1 – 4 | Málaga C. F.           | Santo Domingo             | 19 de abril         | 21:00               | 1.607               | Ais Reig                    | 5                   | 0                   |
| C. D. Lugo                   | 1 – 2 | Granada C. F.          | Anxo Carro                | 20 de abril         | 16:00               | 3.826               | Díaz de Mera                | 6                   | 0                   |
| Albacete Balompié            | 4 – 2 | U. D. Las Palmas       | Carlos Belmonte           | 20 de abril         | 18:00               | 7.247               | Vicandi Garrido             | 7                   | 0                   |
| Nàstic de Tarragona          | 0 – 0 | Sporting de Gijón      | Nou Estadi                | 20 de abril         | 18:00               | 3.112               | De la Fuente Ramos          | 4                   | 0                   |
| R. C. D. Mallorca            | 2 – 0 | C. F. Rayo Majadahonda | Iberostar Estadio         | 20 de abril         | 20:00               | 7.649               | Iglesias Villanueva         | 4                   | 1                   |
| Cádiz C. F.                  | 2 – 1 | C. D. Numancia         | Ramón de Carranza         | 21 de abril         | 12:00               | 13.116              | Moreno Aragón               | 7                   | 0                   |
| R. C. Deportivo de La Coruña | 1 – 2 | Extremadura U. D       | Riazor                    | 21 de abril         | 16:00               | 16.649              | López Toca                  | 6                   | 0                   |
| Real Oviedo                  | 3 – 3 | Córdoba C. F.          | Carlos Tartiere           | 21 de abril         | 18:00               | 13.363              | Arcediano Monescillo        | 6                   | 0                   |
| C. D. Tenerife               | 1 – 3 | U. D. Almería          | Heliodoro Rodríguez López | 21 de abril         | 20:00               | 10.339              | Gorostegui Fernández-Ortega | 9                   | 0                   |
| Elche C. F                   | 1 – 2 | C. A. Osasuna          | Martínez Valero           | 22 de abril         | 21:00               | 10.741              | Trujillo Suárez             | 4                   | 0                   |
| Real Zaragoza                | 1 – 0 | C. F. Reus Deportiu    | Victoria adjudicada       | Victoria adjudicada | Victoria adjudicada | Victoria adjudicada | Victoria adjudicada         | Victoria adjudicada | Victoria adjudicada |

| C. D. Numancia         | 1 – 2 | R. C. Deportivo de La Coruña | Los Pajaritos        | 26 de abril         | 21:00               | 3.505               | Milla Alvendiz      | 7                   | 0                   |
| Málaga C. F.           | 0 – 1 | R. C. D. Mallorca            | La Rosaleda          | 27 de abril         | 16:15               | 23.621              | Pérez Pallas        | 4                   | 0                   |
| U. D. Almería          | 0 – 1 | Real Oviedo                  | Juegos Mediterráneos | 27 de abril         | 18:00               | 7.911               | Sagués Oscoz        | 5                   | 0                   |
| C. A. Osasuna          | 2 – 0 | Albacete Balompié            | El Sadar             | 27 de abril         | 18:00               | 16.819              | Pulido Santana      | 6                   | 1                   |
| Extremadura U. D       | 1 – 0 | C. D. Tenerife               | Francisco de la Hera | 27 de abril         | 20:30               | 11.546              | Pizarro Gómez       | 7                   | 0                   |
| C. F. Rayo Majadahonda | 1 – 1 | Cádiz C. F.                  | Cerro del Espino     | 28 de abril         | 12:00               | 3.440               | Ocón Arráiz         | 6                   | 0                   |
| Sporting de Gijón      | 1 – 1 | Elche C. F                   | El Molinón           | 28 de abril         | 16:00               | 20.094              | Figueroa Vázquez    | 5                   | 0                   |
| Granada C. F.          | 2 – 0 | Nàstic de Tarragona          | Los Cármenes         | 28 de abril         | 18:00               | 12.489              | Soto Grado          | 4                   | 0                   |
| U. D. Las Palmas       | 4 – 1 | C. D. Lugo                   | Gran Canaria         | 28 de abril         | 18:00               | 8.938               | Domínguez Cervantes | 3                   | 0                   |
| Córdoba C. F.          | 1 – 3 | Real Zaragoza                | Nuevo Arcángel       | 28 de abril         | 20:00               | 6.688               | Varón Aceitón       | 3                   | 0                   |
| C. F. Reus Deportiu    | 0 – 1 | A. D. Alcorcón               | Victoria adjudicada  | Victoria adjudicada | Victoria adjudicada | Victoria adjudicada | Victoria adjudicada | Victoria adjudicada | Victoria adjudicada |

| A. D. Alcorcón      | 0 – 0 | C. A. Osasuna                | Santo Domingo             | 4 de mayo           | 16:00               | 3.210               | López Toca                  | 7                   | 0                   |
| Real Zaragoza       | 0 – 1 | R. C. Deportivo de La Coruña | La Romareda               | 4 de mayo           | 18:00               | 21.404              | Vicandi Garrido             | 5                   | 0                   |
| Nàstic de Tarragona | 0 – 1 | Extremadura U. D             | Nou Estadi                | 4 de mayo           | 18:00               | 3.522               | Iglesias Villanueva         | 5                   | 0                   |
| C. D. Tenerife      | 2 – 1 | U. D. Las Palmas             | Heliodoro Rodríguez López | 4 de mayo           | 20:30               | 18.717              | Ávalos Barrera              | 9                   | 0                   |
| C. D. Lugo          | 4 – 2 | U. D. Almería                | Anxo Carro                | 5 de mayo           | 12:00               | 4.667               | Ais Reig                    | 2                   | 0                   |
| R. C. D. Mallorca   | 2 – 1 | Sporting de Gijón            | Iberostar Estadio         | 5 de mayo           | 16:00               | 11.302              | Díaz de Mera                | 6                   | 0                   |
| Albacete Balompié   | 0 – 0 | C. D. Numancia               | Carlos Belmonte           | 5 de mayo           | 18:00               | 11.456              | Trujillo Suárez             | 5                   | 0                   |
| Elche C. F.         | 2 – 1 | C. F. Rayo Majadahonda       | Martínez Valero           | 5 de mayo           | 18:00               | 10.405              | Areces Franco               | 5                   | 0                   |
| Real Oviedo         | 1 – 1 | Granada C. F.                | Carlos Tartiere           | 5 de mayo           | 20:30               | 12.770              | De la Fuente Ramos          | 10                  | 0                   |
| Cádiz C. F.         | 1 – 1 | Málaga C. F.                 | Ramón de Carranza         | 6 de mayo           | 21:00               | 14.320              | Gorostegui Fernández-Ortega | 8                   | 0                   |
| Córdoba C. F.       | 1 – 0 | C. F. Reus Deportiu          | Victoria adjudicada       | Victoria adjudicada | Victoria adjudicada | Victoria adjudicada | Victoria adjudicada         | Victoria adjudicada | Victoria adjudicada |

| Granada C. F.                | 2 – 1 | C. D. Tenerife      | Los Cármenes         | 10 de mayo          | 21:00               | 14.302              | Ocón Arráiz          | 7                   | 0                   |
| Sporting de Gijón            | 0 – 0 | C. D. Lugo          | El Molinón           | 11 de mayo          | 16:00               | 16.206              | Luis Milla           | 9                   | 0                   |
| Nàstic de Tarragona          | 2 – 1 | R. C. D. Mallorca   | Nou Estadi           | 11 de mayo          | 16:00               | 2.865               | Domínguez Cervantes  | 8                   | 0                   |
| Extremadura U. D             | 0 – 3 | Real Zaragoza       | Francisco de la Hera | 11 de mayo          | 18:00               | 11.328              | Figueroa Vázquez     | 1                   | 0                   |
| C. D. Numancia               | 2 – 0 | A. D. Alcorcón      | Los Pajaritos        | 11 de mayo          | 18:00               | 4.403               | Arcediano Monescillo | 3                   | 0                   |
| U. D. Almería                | 5 – 3 | Elche C. F          | Juegos Mediterráneos | 12 de mayo          | 12:00               | 5.127               | Pérez Pallas         | 6                   | 0                   |
| C. F. Rayo Majadahonda       | 2 – 3 | Albacete Balompié   | Cerro del Espino     | 12 de mayo          | 16:00               | 3.258               | Varón Aceitón        | 6                   | 0                   |
| R. C. Deportivo de La Coruña | 1 – 1 | Cádiz C. F.         | Riazor               | 12 de mayo          | 16:00               | 18.399              | Soto Grado           | 5                   | 0                   |
| U. D. Las Palmas             | 1 – 0 | Córdoba C. F.       | Gran Canaria         | 12 de mayo          | 20:00               | 8.681               | Moreno Aragón        | 5                   | 0                   |
| Málaga C. F.                 | 3 – 0 | Real Oviedo         | La Rosaleda          | 13 de mayo          | 21:00               | 15.894              | Pulido Santana       | 3                   | 1                   |
| C. A. Osasuna                | 1 – 0 | C. F. Reus Deportiu | Victoria adjudicada  | Victoria adjudicada | Victoria adjudicada | Victoria adjudicada | Victoria adjudicada  | Victoria adjudicada | Victoria adjudicada |

| Real Zaragoza       | 4 – 2 | Sporting de Gijón            | La Romareda         | 17 de mayo          | 21:00               | 16.963              | Ais Reig             | 2                   | 0                   |
| A. D. Alcorcón      | 0 – 1 | Extremadura U. D             | Santo Domingo       | 18 de mayo          | 16:00               | 2.840               | Trujillo Suárez      | 5                   | 0                   |
| Elche C. F.         | 3 – 0 | C. D. Tenerife               | Martínez Valero     | 18 de mayo          | 20:30               | 7.348               | Díaz de Mera         | 6                   | 0                   |
| R. C. D. Mallorca   | 1 – 0 | U. D. Almería                | Iberostar Estadio   | 19 de mayo          | 12:00               | 9.645               | López Toca           | 8                   | 0                   |
| Real Oviedo         | 1 – 0 | C. D. Numancia               | Carlos Tartiere     | 19 de mayo          | 16:00               | 10.103              | Ávalos Barrera       | 6                   | 0                   |
| Cádiz C. F.         | 0 – 0 | C. A. Osasuna                | Ramón de Carranza   | 19 de mayo          | 18:00               |                     | Arcediano Monescillo | 4                   | 0                   |
| U. D. Las Palmas    | 3 – 2 | C. F. Rayo Majadahonda       | Gran Canaria        | 19 de mayo          | 18:00               | 7.815               | Vicandi Garrido      | 10                  | 0                   |
| Córdoba C. F.       | 4 – 3 | Nàstic de Tarragona          | Nuevo Arcángel      | 19 de mayo          | 20:00               | 2.986               | De la Fuente Ramos   | 6                   | 0                   |
| C. D. Lugo          | 1 – 0 | R. C. Deportivo de La Coruña | Anxo Carro          | 19 de mayo          | 20:00               | 6.093               | Sagués Oscoz         | 6                   | 0                   |
| Albacete Balompié   | 0 – 1 | Granada C. F.                | Carlos Belmonte     | 20 de mayo          | 21:00               | 15.014              | Pizarro Gómez        | 7                   | 0                   |
| C. F. Reus Deportiu | 0 – 1 | Málaga C. F.                 | Victoria adjudicada | Victoria adjudicada | Victoria adjudicada | Victoria adjudicada | Victoria adjudicada  | Victoria adjudicada | Victoria adjudicada |

| Málaga C. F.                 | 3 – 1 | Real Zaragoza       | La Rosaleda               | 24 de mayo    | 21:00         | 18.970        | Trujillo Suárez             | 5             | 0             |
| C. F. Rayo Majadahonda       | 0 – 0 | Córdoba C. F.       | Cerro del Espino          | 25 de mayo    | 16:00         | 3.512         | Pérez Pallas                | 6             | 0             |
| Sporting de Gijón            | 0 – 2 | Albacete Balompié   | El Molinón                | 25 de mayo    | 18:00         | 11.135        | Vicandi Garrido             | 9             | 0             |
| C. A. Osasuna                | 2 – 0 | U. D. Las Palmas    | El Sadar                  | 25 de mayo    | 18:00         | 16.682        | Domínguez Cervantes         | 6             | 0             |
| U. D. Almería                | 0 – 0 | A. D. Alcorcón      | Juegos Mediterráneos      | 26 de mayo    | 12:00         | 4.286         | Varón Aceitón               | 7             | 0             |
| Nàstic de Tarragona          | 3 – 3 | Elche C. F.         | Nou Estadi                | 26 de mayo    | 16:00         | 1.669         | Moreno Aragón               | 6             | 0             |
| C. D. Tenerife               | 2 – 1 | Real Oviedo         | Heliodoro Rodríguez López | 26 de mayo    | 18:00         | 16.389        | Soto Grado                  | 7             | 0             |
| Granada C. F.                | 1 – 1 | Cádiz C. F.         | Los Cármenes              | 26 de mayo    | 19:00         | 18.262        | Pulido Santana              | 2             | 0             |
| Extremadura U. D             | 0 – 0 | C. D. Lugo          | Francisco de la Hera      | 26 de mayo    | 20:00         | 11.580        | Ocón Arráiz                 | 3             | 0             |
| R. C. Deportivo de La Coruña | 1 – 0 | R. C. D. Mallorca   | Riazor                    | 27 de mayo    | 21:00         | 13.602        | Gorostegui Fernández-Ortega | 7             | 0             |
| C. D. Numancia               | 1 – 0 | C. F. Reus Deportiu | No se disputa             | No se disputa | No se disputa | No se disputa | No se disputa               | No se disputa | No se disputa |

| Córdoba C. F.       | 2 – 3 | C. A. Osasuna (C)            | Nuevo Arcángel    | 31 de mayo    | 21:00         | 2.313         | Areces Franco        | 2             | 0             |
| A. D. Alcorcón      | 0 – 1 | Nàstic de Tarragona          | Santo Domingo     | 1 de junio    | 19:00         | 1.894         | Pérez Pallas         | 2             | 0             |
| U. D. Las Palmas    | 0 – 0 | U. D. Almería                | Gran Canaria      | 2 de junio    | 18:00         | 7.288         | Pizarro Gómez        | 4             | 0             |
| Albacete Balompié   | 1 – 2 | Málaga C. F.                 | Carlos Belmonte   | 4 de junio    | 21:00         | 11.649        | Sagués Oscoz         | 10            | 0             |
| Cádiz C. F.         | 0 – 1 | Extremadura U. D             | Ramón de Carranza | 4 de junio    | 21:00         | 14.547        | De la Fuente Ramos   | 8             | 0             |
| Elche C. F          | 0 – 0 | R. C. Deportivo de La Coruña | Martínez Valero   | 4 de junio    | 21:00         | 5.914         | Ávalos Barrera       | 5             | 0             |
| C. D. Lugo          | 0 – 0 | C. D. Tenerife               | Anxo Carro        | 4 de junio    | 21:00         | 5.482         | Figueroa Vázquez     | 5             | 0             |
| R. C. D. Mallorca   | 1 – 1 | Granada C. F.                | Iberostar Estadio | 4 de junio    | 21:00         |               | Arcediano Monescillo | 3             | 0             |
| Real Oviedo         | 4 – 3 | C. F. Rayo Majadahonda       | Carlos Tartiere   | 4 de junio    | 21:00         | 5.683         | Milla Alvendiz       | 8             | 0             |
| Real Zaragoza       | 0 – 0 | C. D. Numancia               | La Romareda       | 4 de junio    | 21:00         | 17.118        | Iglesias Villanueva  | 5             | 0             |
| C. F. Reus Deportiu | 0 – 1 | Sporting de Gijón            | No se disputa     | No se disputa | No se disputa | No se disputa | No se disputa        | No se disputa | No se disputa |

| Extremadura U. D             | 0 – 0 | R. C. D. Mallorca   | Francisco de la Hera      | 8 de junio    | 20:30         | 9.732         | Ais Reig                    | 2             | 0             |
| U. D. Almería                | 3 – 0 | Albacete Balompié   | Juegos Mediterráneos      | 8 de junio    | 20:30         | 4.375         | Gorostegui Fernández-Ortega | 2             | 0             |
| R. C. Deportivo de La Coruña | 2 – 0 | Córdoba C. F.       | Riazor                    | 8 de junio    | 20:30         | 22.127        | Vicandi Garrido             | 1             | 0             |
| Granada C. F.                | 2 – 1 | A. D. Alcorcón      | Los Cármenes              | 8 de junio    | 20:30         | 15.162        | Iglesias Villanueva         | 1             | 0             |
| Málaga C. F.                 | 3 – 0 | Elche C. F          | La Rosaleda               | 8 de junio    | 20:30         | 17.739        | Ávalos Barrera              | 7             | 0             |
| C. A. Osasuna                | 1 – 0 | Real Oviedo         | El Sadar                  | 8 de junio    | 20:30         | 14.866        | De la Fuente Ramos          | 4             | 0             |
| Sporting de Gijón            | 1 – 0 | Cádiz C. F.         | El Molinón                | 8 de junio    | 20:30         | 8.602         | Ocón Arráiz                 | 3             | 0             |
| Nàstic de Tarragona          | 1 – 1 | C. D. Lugo          | Nou Estadi                | 9 de junio    | 18:30         | 2.526         | López Toca                  | 7             | 0             |
| C. D. Numancia               | 1 – 1 | U. D. Las Palmas    | Los Pajaritos             | 9 de junio    | 20:30         | 2.561         | Moreno Aragón               | 7             | 0             |
| C. D. Tenerife               | 1 – 0 | Real Zaragoza       | Heliodoro Rodríguez López | 9 de junio    | 20:30         | 11.593        | Domínguez Cervantes         | 1             | 0             |
| C. F. Rayo Majadahonda       | 1 – 0 | C. F. Reus Deportiu | No se disputa             | No se disputa | No se disputa | No se disputa | No se disputa               | No se disputa | No se disputa |

### Tabla de resultados cruzados
| Local \ Visitante      | ALB | ALC | ALM | CAD | COR | DEP | ELC | EXT | GIM | GRA | LPA | LUG | RAM | MGA | MLL | NUM | OSA | OVI | REU | SPO | TEN | ZAR |
| ---------------------- | --- | --- | --- | --- | --- | --- | --- | --- | --- | --- | --- | --- | --- | --- | --- | --- | --- | --- | --- | --- | --- | --- |
| Albacete               | —   | 2–1 | 1–1 | 1–1 | 3–0 | 1–1 | 1–1 | 1–0 | 2–0 | 0–1 | 4–2 | 1–0 | 1–0 | 1–2 | 2–0 | 0–0 | 2–2 | 0–0 | 1–0 | 1–1 | 2–2 | 2–2 |
| Alcorcón               | 0–1 | —   | 0–0 | 1–2 | 2–1 | 1–0 | 1–0 | 0–1 | 0–1 | 1–0 | 2–0 | 0–0 | 2–0 | 1–4 | 1–0 | 1–1 | 0–0 | 2–0 | 0–1 | 1–1 | 1–1 | 2–0 |
| Almería                | 3–0 | 0–0 | —   | 0–0 | 3–1 | 1–1 | 5–3 | 1–1 | 3–0 | 0–0 | 3–0 | 1–1 | 2–2 | 0–1 | 2–0 | 1–0 | 0–1 | 0–1 | 2–0 | 2–1 | 1–1 | 2–1 |
| Cádiz                  | 1–0 | 0–2 | 1–0 | —   | 1–1 | 3–0 | 5–1 | 0–1 | 1–1 | 0–0 | 4–1 | 1–1 | 1–0 | 1–1 | 1–1 | 2–1 | 0–0 | 1–1 | 2–0 | 0–0 | 2–0 | 3–3 |
| Córdoba                | 1–3 | 0–0 | 1–0 | 1–3 | —   | 1–1 | 1–1 | 4–2 | 4–3 | 1–2 | 4–1 | 0–4 | 1–1 | 1–1 | 3–2 | 3–3 | 2–3 | 2–4 | 1–0 | 1–2 | 1–1 | 0–3 |
| Deportivo La Coruña    | 2–0 | 2–2 | 0–0 | 1–1 | 2–0 | —   | 4–0 | 1–2 | 1–1 | 2–1 | 0–1 | 0–0 | 0–2 | 1–1 | 1–0 | 2–2 | 2–0 | 4–0 | 2–0 | 1–0 | 0–0 | 3–1 |
| Elche                  | 0–1 | 3–1 | 2–2 | 1–0 | 1–0 | 0–0 | —   | 2–0 | 1–0 | 0–0 | 0–0 | 2–1 | 2–1 | 2–0 | 1–1 | 1–1 | 1–2 | 1–2 | 0–2 | 0–0 | 3–0 | 2–0 |
| Extremadura            | 1–2 | 3–0 | 1–0 | 2–1 | 3–0 | 0–1 | 2–2 | —   | 0–1 | 1–3 | 1–2 | 0–0 | 1–1 | 1–0 | 0–0 | 0–1 | 2–3 | 0–2 | 1–0 | 0–3 | 1–0 | 0–3 |
| Gimnàstic de Tarragona | 1–0 | 1–3 | 2–2 | 2–3 | 1–0 | 1–3 | 3–3 | 0–1 | —   | 0–1 | 0–0 | 1–1 | 0–1 | 0–1 | 2–1 | 2–0 | 1–0 | 2–1 | 1–0 | 0–0 | 1–1 | 1–3 |
| Granada                | 1–1 | 2–1 | 1–0 | 1–1 | 4–2 | 0–1 | 2–1 | 0–0 | 2–0 | —   | 1–1 | 1–1 | 3–0 | 1–0 | 1–0 | 0–0 | 2–0 | 1–0 | 1–0 | 1–2 | 2–1 | 1–0 |
| Las Palmas             | 1–1 | 0–0 | 0–0 | 0–3 | 1–0 | 1–1 | 0–1 | 1–1 | 4–0 | 2–2 | —   | 4–1 | 3–2 | 1–0 | 1–2 | 3–0 | 4–1 | 0–0 | 2–0 | 1–0 | 1–1 | 1–1 |
| Lugo                   | 0–3 | 0–1 | 4–2 | 1–2 | 2–1 | 1–0 | 2–2 | 1–1 | 1–0 | 1–2 | 4–2 | —   | 3–2 | 1–2 | 1–1 | 3–2 | 2–2 | 0–2 | 1–0 | 0–0 | 0–0 | 1–2 |
| Rayo Majadahonda       | 2–3 | 2–0 | 2–0 | 1–1 | 0–0 | 0–0 | 1–3 | 1–4 | 1–0 | 0–3 | 0–0 | 1–0 | —   | 0–1 | 0–1 | 4–0 | 1–1 | 1–0 | 1–0 | 2–1 | 1–3 | 2–2 |
| Málaga                 | 2–1 | 1–0 | 1–1 | 1–0 | 3–0 | 0–0 | 3–0 | 1–2 | 2–0 | 0–1 | 0–0 | 2–1 | 1–0 | —   | 0–1 | 2–0 | 1–2 | 3–0 | 0–3 | 1–1 | 1–0 | 3–1 |
| Mallorca               | 1–3 | 2–0 | 1–0 | 1–0 | 3–0 | 1–0 | 1–1 | 1–1 | 2–0 | 1–1 | 2–2 | 3–0 | 2–0 | 1–2 | —   | 1–0 | 1–0 | 1–0 | 1–0 | 2–1 | 4–1 | 3–0 |
| Numancia               | 1–2 | 2–0 | 0–2 | 1–1 | 3–2 | 1–2 | 1–0 | 1–0 | 3–0 | 2–1 | 1–1 | 3–0 | 1–2 | 1–1 | 1–1 | —   | 1–1 | 2–3 | 1–0 | 1–2 | 2–0 | 1–0 |
| Osasuna                | 2–0 | 2–1 | 3–1 | 2–1 | 3–1 | 2–1 | 1–1 | 1–0 | 1–0 | 1–0 | 2–0 | 1–0 | 3–0 | 2–1 | 2–0 | 0–0 | —   | 1–0 | 1–0 | 1–0 | 2–0 | 1–0 |
| Real Oviedo            | 1–0 | 1–0 | 1–2 | 2–1 | 3–3 | 1–1 | 1–1 | 1–1 | 2–0 | 1–1 | 1–1 | 1–1 | 4–3 | 0–0 | 1–1 | 1–0 | 2–1 | —   | 3–0 | 2–1 | 1–0 | 0–4 |
| Reus Deportiu          | 1–2 | 0–1 | 0–1 | 0–1 | 1–1 | 0–1 | 0–1 | 1–4 | 1–1 | 1–2 | 0–1 | 0–0 | 2–1 | 0–1 | 0–2 | 1–1 | 0–1 | 0–1 | —   | 0–1 | 0–1 | 0–0 |
| Sporting de Gijón      | 0–2 | 2–0 | 1–0 | 1–0 | 0–0 | 1–2 | 1–1 | 2–0 | 2–0 | 1–0 | 1–0 | 0–0 | 2–3 | 2–2 | 1–0 | 1–1 | 0–2 | 1–0 | 1–1 | —   | 2–1 | 1–2 |
| Tenerife               | 0–0 | 3–2 | 1–3 | 1–0 | 0–2 | 2–2 | 2–1 | 0–0 | 2–0 | 1–1 | 2–1 | 0–0 | 2–1 | 0–0 | 2–2 | 1–1 | 3–2 | 2–1 | 0–1 | 0–1 | —   | 1–0 |
| Real Zaragoza          | 0–0 | 0–2 | 1–2 | 0–1 | 0–0 | 0–1 | 1–0 | 2–1 | 3–0 | 0–2 | 1–1 | 0–2 | 2–1 | 0–2 | 2–2 | 0–0 | 1–1 | 2–0 | 1–0 | 4–2 | 1–1 | —   |

## Promoción de ascenso a Primera División
|  | Semifinales                    | Semifinales | Semifinales                    |   |                        | Final | Final | Final |  |
|  |                                |             |                                |   |                        |       |       |       |  |
|  |                                |             |                                |   |                        |       |       |       |  |
|  | Albacete Balompié (4º)         | 0           | 1                              |   |                        |       |       |       |  |
|  | Albacete Balompié (4º)         | 0           | 1                              |   |                        |       |       |       |  |
|  | R. C. D. Mallorca (5º)         | 2           | 0                              |   |                        |       |       |       |  |
|  | R. C. D. Mallorca (5º)         | 2           | 0                              |   | R. C. D. Mallorca (5º) | 0     | 3     |       |  |
|  |                                |             |                                |   | R. C. D. Mallorca (5º) | 0     | 3     |       |  |
|  |                                |             | R. C. Deportivo La Coruña (6º) | 2 | 0                      |       |       |       |  |
|  | Málaga C. F. (3º)              | 2           | R. C. Deportivo La Coruña (6º) | 2 | 0                      | 0     |       |       |  |
|  | Málaga C. F. (3º)              | 2           |                                |   |                        | 0     |       |       |  |
|  | R. C. Deportivo La Coruña (6º) | 4           | 1                              |   |                        |       |       |       |  |
|  | R. C. Deportivo La Coruña (6º) | 4           | 1                              |   |                        |       |       |       |  |
|  |                                |             |                                |   |                        |       |       |       |  |

### Semifinales

#### Málaga C. F.-R. C. Deportivo La Coruña
| Ida; 12 de junio de 2019, 21:00 | R. C. Deportivo La Coruña                                        | 4:2 (1:2) | Málaga C. F.                         | Estadio de Riazor, La Coruña                           |                                                        |
|                                 | - Carlos Fernández 21' 63' - Pedro Sánchez 56' - Borja Valle 78' | Reporte   | - 18' Luis Hernández - 37' Ontiveros | Asistencia: 24.140 espectadores Árbitro(s): Soto Grado | Asistencia: 24.140 espectadores Árbitro(s): Soto Grado |

| Vuelta; 15 de junio de 2019, 21:00 | Málaga C. F. | 0:1 (0:0) (Global 2:5) | R. C. Deportivo La Coruña | Estadio La Rosaleda, Málaga                              |                                                          |
|                                    |              | Reporte                | - 82' Bergantiños         | Asistencia: 27.275 espectadores Árbitro(s): Díaz de Mera | Asistencia: 27.275 espectadores Árbitro(s): Díaz de Mera |

| Pasa a la final R. C. Deportivo La Coruña |

#### Albacete Balompié-R. C. D. Mallorca
| Ida; 13 de junio de 2019, 21:00 | R. C. D. Mallorca                     | 2:0 (1:0) | Albacete Balompié | Iberostar Estadio, Palma de Mallorca                       |                                                            |
|                                 | - Leo Suárez 23' - Dani Rodríguez 89' | Reporte   |                   | Asistencia: 15.103 espectadores Árbitro(s): Pulido Santana | Asistencia: 15.103 espectadores Árbitro(s): Pulido Santana |

| Vuelta; 16 de junio de 2019, 19:00 | Albacete Balompié | 1:0 (1:0) (Global 1:2) | R. C. D. Mallorca | Estadio Carlos Belmonte, Albacete                            |                                                              |
|                                    | - Bela 16'        | Reporte                |                   | Asistencia: 13.306 espectadores Árbitro(s): Figueroa Vázquez | Asistencia: 13.306 espectadores Árbitro(s): Figueroa Vázquez |

| Pasa a la final R. C. D. Mallorca |

### Final

#### R. C. D. Mallorca-R. C. Deportivo La Coruña
| Ida; 20 de junio de 2019, 21:00 | R. C. Deportivo La Coruña        | 2:0 (1:0) | R. C. D. Mallorca | Estadio de Riazor, La Coruña                                |                                                             |
|                                 | - Fede Cartabia 37' - Quique 79' | Reporte   |                   | Asistencia: 29.271 espectadores Árbitro(s): Trujillo Suárez | Asistencia: 29.271 espectadores Árbitro(s): Trujillo Suárez |

| Vuelta; 23 de junio de 2019, 21:00 | R. C. D. Mallorca                             | 3:0 (1:0) (Global 3:2) | R. C. Deportivo La Coruña | Iberostar Estadio, Palma de Mallorca                      |                                                           |
|                                    | - Budimir 21' - Sevilla 63' - Abdón Prats 82' | Reporte                |                           | Asistencia: 21.210 espectadores Árbitro(s): Pizarro Gómez | Asistencia: 21.210 espectadores Árbitro(s): Pizarro Gómez |

| Asciende a Primera División R. C. D. Mallorca |

## Estadísticas
A continuación, se detallan las listas con los máximos goleadores y los mayores asistentes de Segunda División, de acuerdo con los datos oficiales de la Liga Nacional de Fútbol Profesional.

### Anotaciones
- Primer gol de la temporada: Álex Fernández del Cádiz C. F. contra la U. D. Almería. (17 de agosto de 2018)

- Último gol de la temporada: Abdón Prats del R. C. D. Mallorca contra el R. C. Deportivo de La Coruña. (23 de junio de 2019)

- Gol más rápido: 2 minutos y 50 segundos: Javi Hernández del Real Oviedo contra el C. D. Numancia. (7 de enero de 2019)

- Gol más tardío: 94 minutos y 47 segundos: Giorgi Aburjania del C. D. Lugo contra el C. D. Numancia. (1 de septiembre de 2018)

- Mayor número de goles marcados en un partido:  8 goles en el U.D. Almería vs. Elche C. F. (5–3) (12 de mayo de 2019)

- Partido con más espectadores: (26.748) Sporting de Gijón contra Real Oviedo (24 de marzo de 2019)

- Partido con menos espectadores: (1.764) C. F. Rayo Majadahonda contra Elche C. F. (16 de diciembre de 2018)

- Mayor victoria de local: (5–1) Cádiz C. F. contra Elche C. F. (4 de noviembre de 2018)

- Mayor victoria de visitante: (0–4) Real Oviedo contra Real Zaragoza (8 de septiembre de 2018)

### Rachas
- Mayor racha ganadora: 7 partidos; Cádiz (jornadas 11 a 17)
- Mayor racha invicta: 13 partidos; Deportivo (jornadas 6 a 18)
- Mayor racha marcando: 21 partidos; Osasuna (jornadas 16 a 36)
- Mayor racha empatando: 5 partidos; Cádiz (jornadas 36 a 40)
- Mayor racha imbatida: 6 partidos; Alcorcón (jornadas 3 a 8)
- Mayor racha perdiendo: 4 partidos; Extremadura (jornadas 2 a 5) y Reus (jornadas 13 a 16)
- Mayor racha sin ganar: 10 partidos; Las Palmas (jornadas 11 a 20)
- Mayor racha sin marcar: 5 partidos; Alcorcón (jornadas 37 a 41)

### Disciplina
- Club con más tarjetas amarillas: Tenerife, 141
- Jugador con más tarjetas amarillas: Manuel Sánchez (Elche), 20
- Club con más tarjetas rojas: Deportivo La Coruña, 9
- Jugador con más tarjetas rojas: Carlos Bellvís (Alcorcón) y Roman Zozulya (Albacete), 3
- Equipo con más faltas recibidas: Real Zaragoza, 319
- Jugador con más faltas recibidas: Iván Sánchez (Elche), 133
- Equipo con más faltas cometidas: Cádiz, 566
- Jugador con más faltas cometidas: Sergio Tejera (Oviedo), 111

### Tabla de goleadores
| Pos. | Jugador              | Goles | Part. | Prom. | Min. | M/G | Club           |
| ---- | -------------------- | ----- | ----- | ----- | ---- | --- | -------------- |
| 1    | Álvaro Giménez       | 20    | 39    | 0.51  | 3318 | 166 | Almería        |
| 2    | Quique González      | 17    | 39    | 0.44  | 3077 | 181 | Deportivo      |
| 3    | Enric Gallego        | 15    | 19    | 0.79  | 1710 | 114 | Extremadura    |
| 3    | Rubén Castro         | 15    | 41    | 0.37  | 3350 | 223 | Las Palmas     |
| 5    | Juan Muñoz           | 13    | 37    | 0.35  | 2929 | 225 | Alcorcón       |
| 6    | Federico Piovaccari  | 12    | 35    | 0.34  | 1892 | 158 | Córdoba        |
| 6    | Juan Villar          | 12    | 29    | 0.41  | 1940 | 162 | Osasuna        |
| 6    | Jérémie Bela         | 12    | 36    | 0.33  | 2761 | 230 | Albacete       |
| 6    | Roberto Torres       | 12    | 39    | 0.31  | 3034 | 253 | Osasuna        |
| 10   | Aitor Ruibal         | 11    | 34    | 0.32  | 2606 | 237 | R. Majadahonda |
| 10   | Uros Djurdjevic      | 11    | 38    | 0.29  | 3040 | 276 | Sporting       |
| 10   | Román Zozulia        | 11    | 37    | 0.3   | 3183 | 289 | Albacete       |
| 10   | Lago Junior          | 11    | 44    | 0.25  | 3916 | 356 | Mallorca       |
| 14   | Carlos Fernández     | 10    | 28    | 0.36  | 2208 | 221 | Deportivo      |
| 14   | Antonio Puertas      | 10    | 38    | 0.26  | 2429 | 243 | Granada        |
| 14   | Cristian Herrera     | 10    | 34    | 0.29  | 2436 | 244 | Lugo           |
| 14   | Álvaro Vázquez       | 10    | 32    | 0.31  | 2441 | 244 | Zaragoza       |
| 14   | Joselu Moreno        | 10    | 36    | 0.28  | 2558 | 256 | Real Oviedo    |
| 14   | Juan Carlos Real     | 10    | 39    | 0.26  | 3081 | 308 | Almería        |
| 14   | Adrian González      | 10    | 40    | 0.25  | 3348 | 335 | Málaga         |
| 21   | Miguel de las Cuevas | 9     | 32    | 0.28  | 2292 | 255 | Córdoba        |
| 21   | Pape Diamanka        | 9     | 37    | 0.24  | 3086 | 343 | Numancia       |

### Porteros menos goleados
El Diario Marca otorga el Trofeo Zamora al guardameta con el menor cociente de goles encajados de entre todos los porteros que hayan jugado un mínimo de 28 partidos, con 60 minutos o más en cada uno de ellos.
| Jugador             | Equipo         | GE | PJ | Cociente | CZ | Notas                           |
| ------------------- | -------------- | -- | -- | -------- | -- | ------------------------------- |
| Rui Silva           | Granada        | 27 | 40 | 0.68     | 1  |                                 |
| Dani Giménez        | Deportivo      | 32 | 41 | 0.78     | 2  |                                 |
| Rubén Martínez      | Osasuna        | 28 | 35 | 0.8      | 3  |                                 |
| Munir Mohamedi      | Málaga         | 30 | 36 | 0.83     | 4  |                                 |
| Diego Mariño        | Sporting       | 31 | 37 | 0.84     | 5  |                                 |
| Tomeu Nadal         | Albacete       | 33 | 39 | 0.85     | 6  |                                 |
| Alberto Cifuentes   | Cádiz          | 36 | 41 | 0.88     | 7  |                                 |
| Manolo Reina        | Mallorca       | 32 | 34 | 0.94     | 8  |                                 |
| Dani Jiménez        | Alcorcón       | 29 | 30 | 0.97     | 9  |                                 |
| Raúl Fernández      | Las Palmas     | 31 | 31 | 1        | 10 |                                 |
| René Román          | Almería        | 38 | 37 | 1.03     | 11 |                                 |
| Nereo Champagne     | Oviedo         | 29 | 28 | 1.04     | 12 |                                 |
| Juan Carlos Sánchez | Numancia       | 47 | 39 | 1.21     | 13 |                                 |
| Juan Carlos Martín  | Lugo           | 50 | 40 | 1.25     | 14 |                                 |
| Dani Hernández      | Tenerife       | 50 | 40 | 1.25     | 15 |                                 |
| Édgar Badía         | Reus, Elche    | 49 | 38 | 1.29     | 16 |                                 |
| Basilio Sancho      | R. Majadahonda | 42 | 32 | 1.31     | 17 |                                 |
| Cristian Álvarez    | Zaragoza       | 49 | 37 | 1.32     | 18 |                                 |
| Carlos Abad         | Córdoba        | 49 | 28 | 1.75     | 19 |                                 |
| José Juan Figueras  | Elche          | 15 | 17 | 0.88     | 24 | Menos de 28 partidos disputados |
| Bernabé Barragán    | Gimnàstic      | 32 | 23 | 1.39     | 20 | Menos de 28 partidos disputados |
| Casto Espinosa      | Extremadura    | 31 | 18 | 1.72     | 22 | Menos de 28 partidos disputados |

Fuente: Marca.com

### Tripletes o más
A continuación se detallan los tripletes conseguidos a lo largo de la temporada.
| Fecha      | Jugador          | Goles | Local                  |                                   | Resultado |                                    | Visitante         | Rep.                                                                                              |
| ---------- | ---------------- | ----- | ---------------------- | --------------------------------- | --------- | ---------------------------------- | ----------------- | ------------------------------------------------------------------------------------------------- |
| 22-09-2018 | Enric Gallego    |       | C. F. Rayo Majadahonda | Bandera de la Comunidad de Madrid | 1-4       | Bandera de Extremadura             | Extremadura U. D. | (enlace roto disponible en Internet Archive; véase el historial, la primera versión y la última). |
| 12-10-2018 | Carlos Fernández |       | Deportivo de La Coruña | Bandera de Galicia                | 4-0       | Bandera de la Comunidad Valenciana | Elche C. F.       |                                                                                                   |
| 17-11-2018 | Enric Gallego    |       | Reus Deportiu          | Bandera de Cataluña               | 1-4       | Bandera de Extremadura             | Extremadura U. D. |                                                                                                   |
| 14-04-2019 | Darwin Machís    |       | U. D. Las Palmas       | Bandera de Canarias               | 0-3       | Bandera de Andalucía               | Cádiz C. F.       |                                                                                                   |
| 15-05-2019 | Álvaro Giménez   |       | U. D. Almería          | Bandera de Andalucía              | 5-3       | Bandera de la Comunidad Valenciana | Elche C. F.       |                                                                                                   |

### Mejor jugador del mes
| Mes        |                      | Jugador           |                               | Equipo                 | Ref.    |
| ---------- | -------------------- | ----------------- | ----------------------------- | ---------------------- | ------- |
| Septiembre | Bandera de Marruecos | Munir Mohamedi    | Bandera de Andalucía          | Málaga C. F.           | [ 115 ] |
| Octubre    | Bandera de España    | Carlos Fernández  | Bandera de Galicia            | Deportivo de La Coruña | [ 116 ] |
| Noviembre  | Bandera de España    | Enric Gallego     | Bandera de Extremadura        | Extremadura U. D.      | [ 117 ] |
| Diciembre  | Bandera de España    | Eugeni Valderrama | Bandera de Castilla-La Mancha | Albacete Balompié      | [ 118 ] |
| Enero      | Bandera de España    | Roberto Torres    | Bandera de Navarra            | C.A. Osasuna           | [ 119 ] |
| Febrero    | Bandera de Venezuela | Darwin Machís     | Bandera de Andalucía          | Cádiz C. F.            | [ 120 ] |
| Marzo      | Bandera de España    | Luis Milla        | Bandera de Canarias           | C. D. Tenerife         | [ 121 ] |
| Abril      | Bandera de España    | Salva Sevilla     | Bandera de las Islas Baleares | R. C. D. Mallorca      | [ 122 ] |

## Cobertura audiovisual
| Canal              | Canal | Número de partidos                                     | Tipo de elección |
| ------------------ | ----- | ------------------------------------------------------ | --- |
| Movistar Partidazo |       | 1 por jornada y toda la fase de ascenso (en exclusiva) | 1ª elección |
| Gol                |       | 2 por jornada en exclusiva                             | 2ª elección |
| LaLiga 1I2I3 TV    |       | 8 por jornada (7 en exclusiva)                         | 3ª elección |
| Televisión Canaria |       | 1 por jornada (no en exclusiva)                        | Elección de entre los de LaLiga 1I2I3 TV, incluye siempre que sea posible un equipo canario. Solo emitido para las Islas Canarias. |